# Давньоримська кераміка

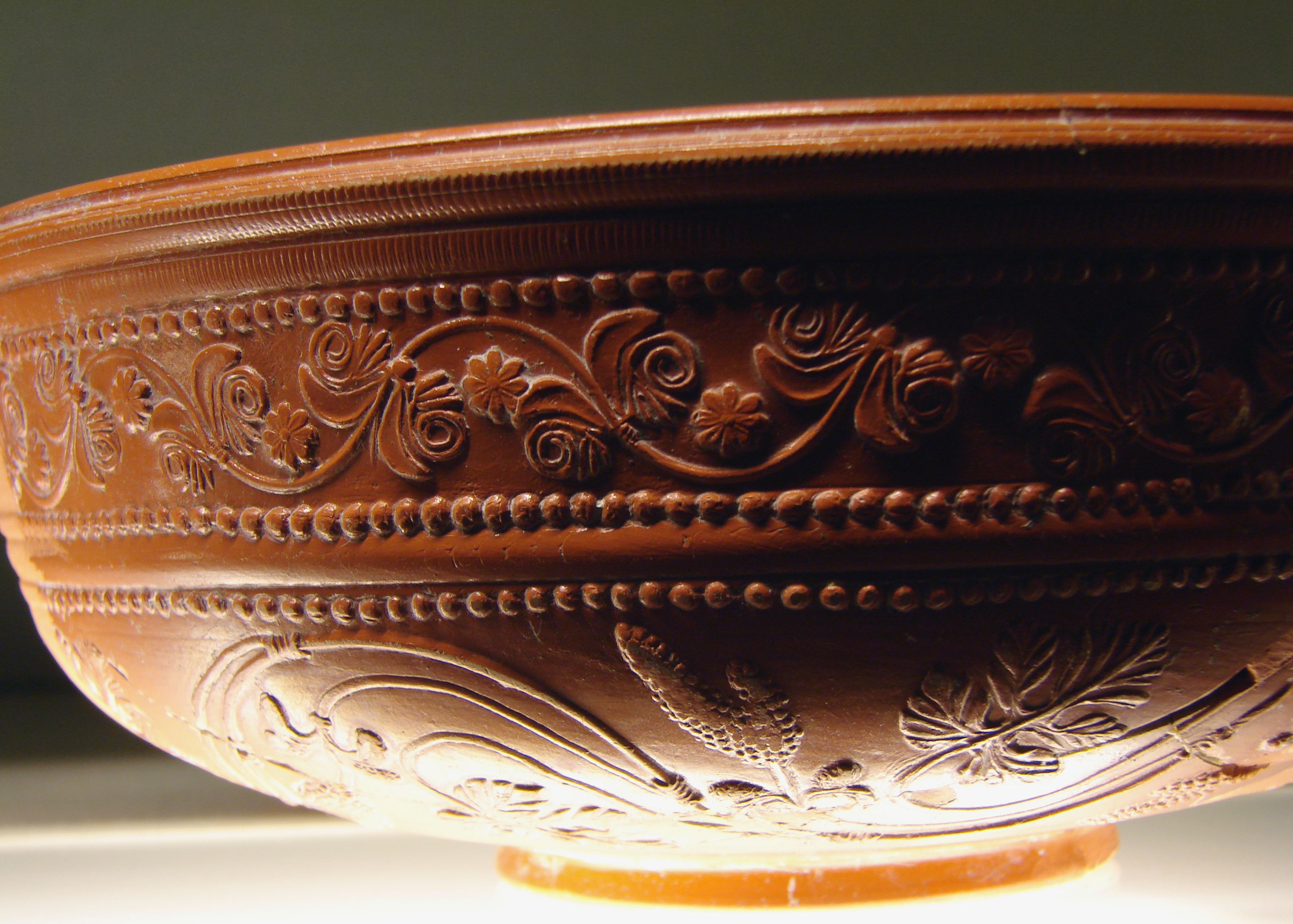
Прикрашена terra sigillata чаша з Галлії (Мец у Франції)

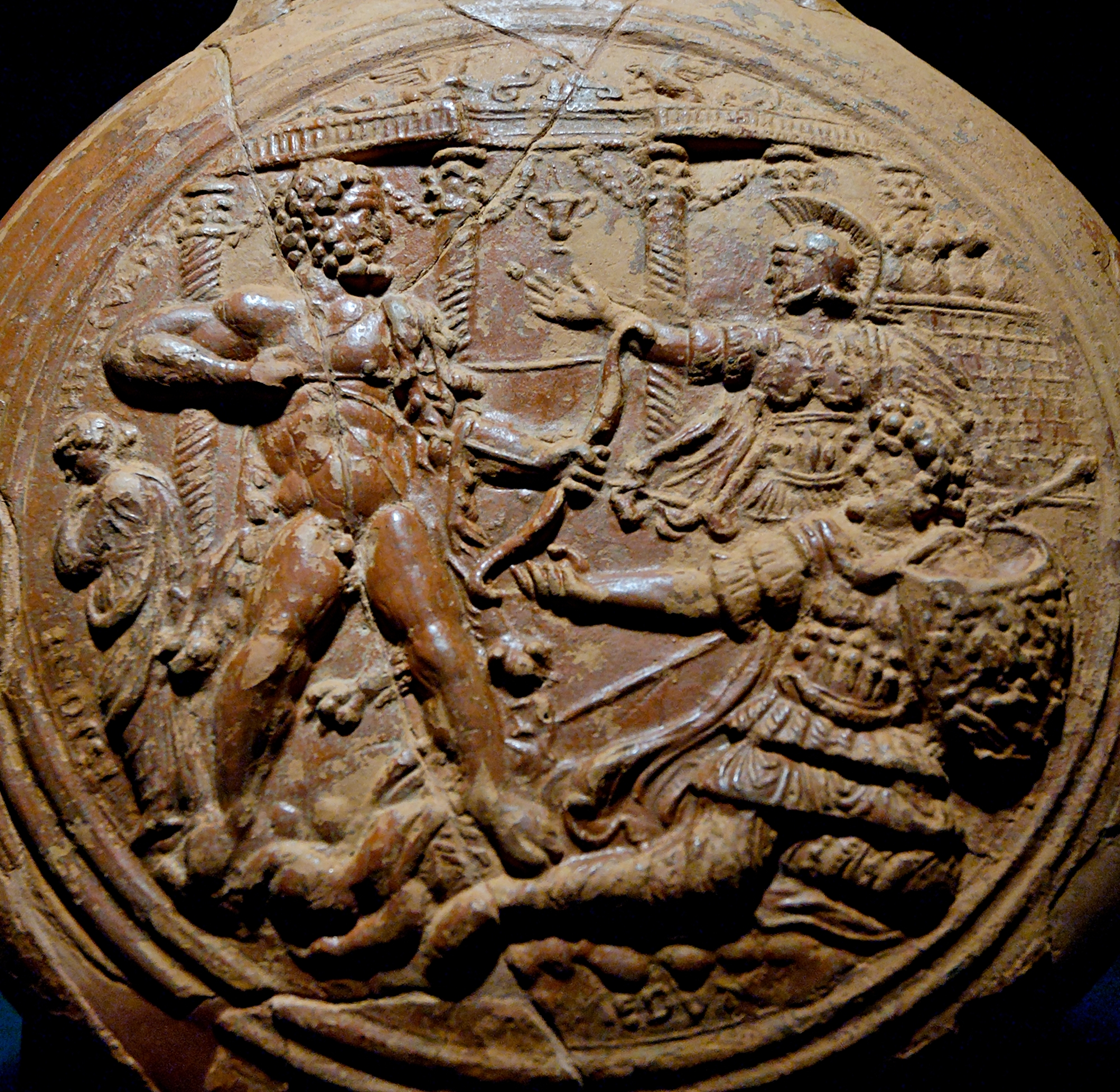
Незвичайно вигадлива фляжка з самійського посуду з Південної Галлії близько 100 року нашої ери. Геракл вбиває Лаомедонта.

Кераміку у Стародавньому Римі виготовляли у величезних кількостях, в основному для утилітарних цілей. Зустрічається по всій колишній Римській імперії та за її межами. Монте Тестаччо — величезний курган у Римі, майже повністю зроблений з розбитих амфор, які використовували для транспортування та зберігання рідин та інших продуктів — у даному випадку, ймовірно, переважно іспанської оливкової олії, яка виготовлялася неподалік і була основним паливом для освітлення, а також використовувалась на кухні та для миття у лазні.
Зазвичай римську домашню кераміку поділяють на грубі та вишукані вироби. «Грубими» були повсякденні гончарні глечики, посуд і миски,  які часто виготовляли та купували на місці. Їх використовувалися для приготування їжі, зберігання та транспортування продуктів харчування і інших товарів, а в деяких випадках також як столовий посуд. Вишукані вироби являли собою ємності для подачі їжі або столовий посуд, який використовувався для більш урочистих обідів, і, як правило, більш декоративний і елегантний. Найважливіші з цих виробів  виготовлялися в спеціалізованих гончарних майстернях і часто продавалися на значній відстані, не тільки в межах, а й між різними провінціями Римської імперії. Наприклад, десятки різних типів британських грубих і вишуканих виробів були виготовлені на місцевому рівні, проте багато інших видів кераміки також були імпортовані з інших країн Імперії. Створення вишуканих виробів, таких як terra sigillata відбувалося у великих цехових комплексах, які були організовані за промисловими лініями і виробляли високостандартизовані продукти, які добре піддаються точній і систематичній класифікації.
Немає прямого римського еквівалента художньо -центральному розпису вази Стародавньої Греції, і майже не збереглося предметів, що становлять видатний художній інтерес, але є чимало чудового посуду та дуже багато маленьких фігурок, які часто були доповненням олійних ламп та подібних предметів, і переважно на релігійні чи еротичні теми. Римські звичаї поховання змінювалися в часі та просторі, тому судини, збережені як похоронний інвентар — звичайне джерело для здобуття цілого давнього гончарного посуду — зустрічаються не так часто, хоча на всіх римських пам'ятках знайдено багато розбитих черепків. «Вишукана», а не розкішна кераміка є основною перевагою римської кераміки, на відміну від римського скла, яке еліта часто використовувала поряд із золотим або срібним посудом і яке могло бути надзвичайно екстравагантним і дорогим. З кількості знайдених експонатів видно, що тонка кераміка була дуже широко використана як у соціальному, так і в географічному відношенні. У дорожчій кераміці, як правило, використовували рельєфні прикраси, переважно литі, а не кольорові, і часто копіювали форми та орнаменти з більш престижних металевих виробів. Особливо у Східній імперії активно продовжували місцеві традиції, різною мірою поєднуючись із римськими стилями. Починаючи з III століття якість тонкої кераміки неухильно знижувалася, частково через економічні та політичні негаразди, а також через те, що скляний посуд заміняв глиняний посуд для пиття (багаті завжди віддавали перевагу сріблу в будь-якому випадку).
Обпалена глина або теракота також широко використовувалися в римський період для архітектурних цілей, як будівельна цегла і плитка, іноді як архітектурна прикраса, а також для виготовлення невеликих статуеток і світильників. Зазвичай археологи не класифікують їх під заголовком «гончарні вироби», але теракота та лампи будуть включені в цю статтю. Кераміка є ключовим матеріалом у датуванні та інтерпретації археологічних пам'яток з періоду неоліту й далі, і вона ретельно вивчалася археологами протягом поколінь. У римський період кераміка вироблялася та використовувалася у величезних кількостях, і література на цю тему багатьма мовами дуже обширна.

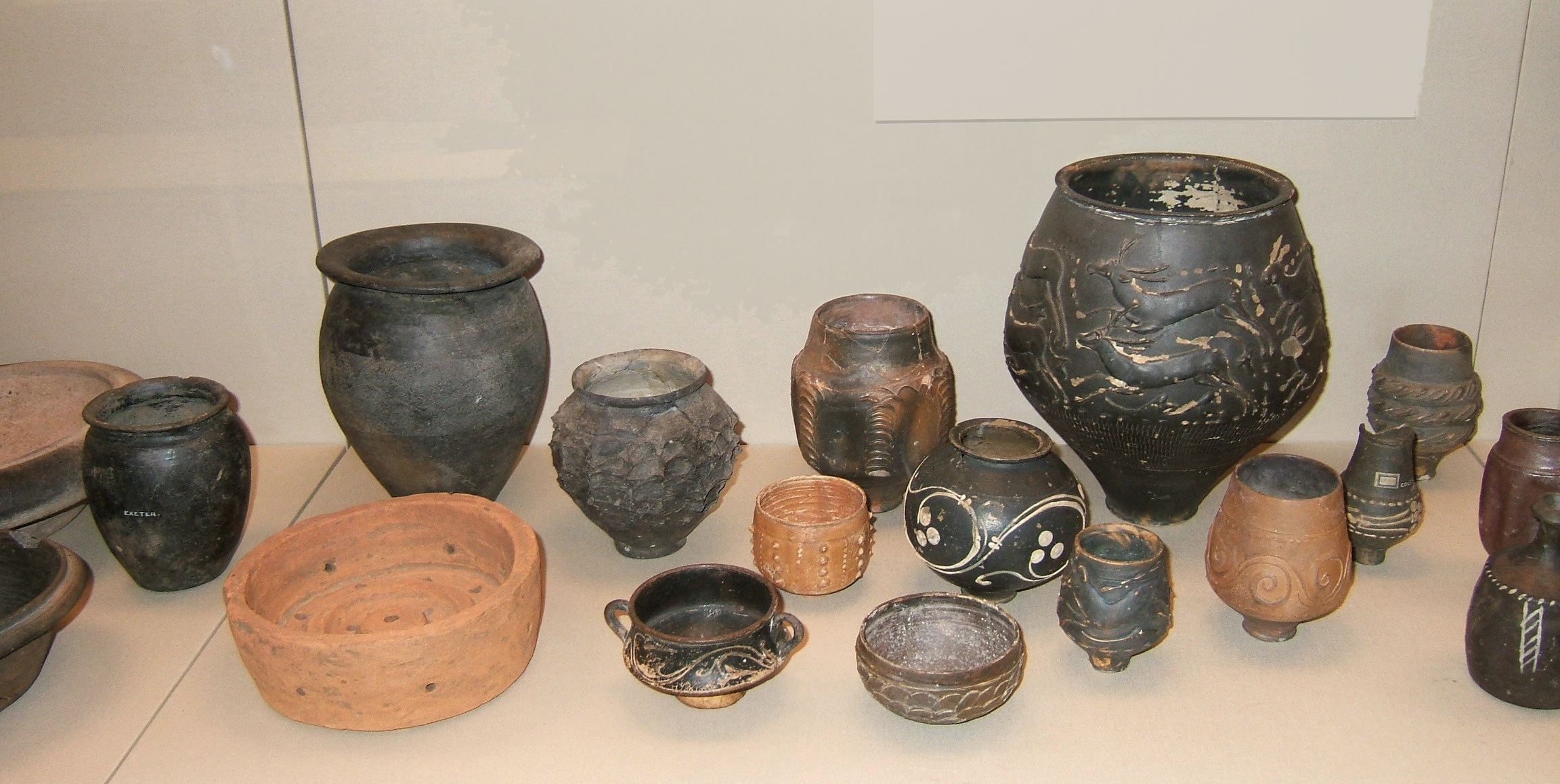
Добірка кераміки, знайденої в римській Британії. Асамблея включає в себе горщики з чорним полірованим посудом, глечик Rusticated Ware, склянку з кольоровим покриттям центрального галльського кольору, посуд із чорним покриттям Trier з білим оздобленням, посуд Nene Valley Color Coated, прес для сиру грубого виробництва та інші вироби високої якості.

## Вишукані вироби

### Terra sigillata або червоно-глянцеві вироби

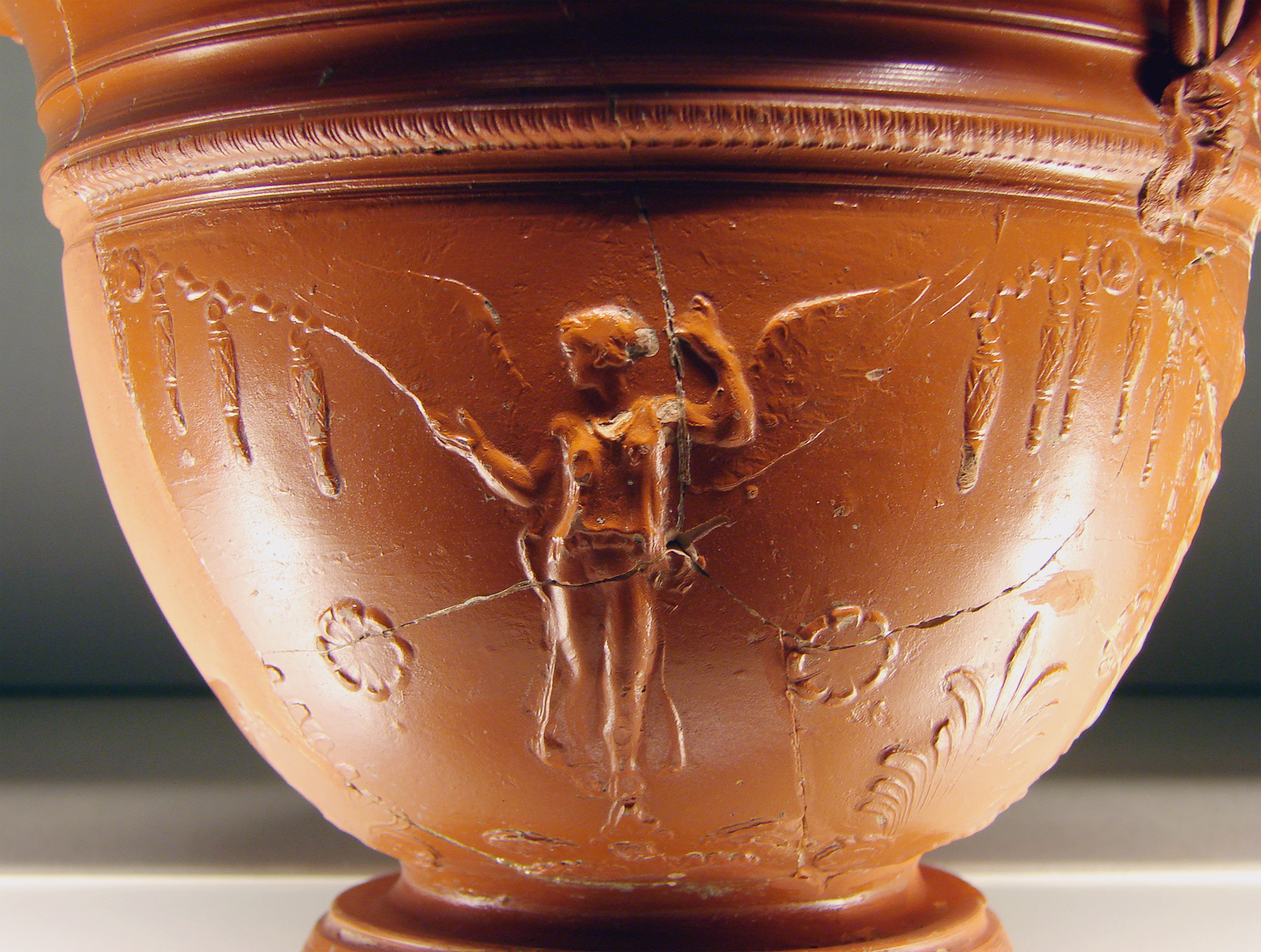
Червоний глянцевий terra sigillata виріб з рельєфним декором. Порівняйте звичайну неглянсову відреставровану частину зліва.

Найменування «вишукані вироби» використовується археологами для римської кераміки, призначеної для подачі їжі та напоїв до столу, на відміну від горщиків, що використовували для приготування їжі, зберігання, транспортування та інших цілей. Хоча існувало багато видів тонкої кераміки, наприклад, дуже делікатно зробленні, токостінні судини для пиття, а також кераміка, оброблена свинцевим глянцем, основним прикладом вишуканого виробу, який першим спадає на думку, є римська червоно-глянсова судина виробництва Італії та Галлії, традиційно відома як terra sigillata. Ними активно торгували з I століття до н. е. до кінця ІІ століття н.е. Ці судини мають тонку, досить тверду та добре обпалену основу з природною глянцевою поверхнею, яка варіюється за кольором від світло-помаранчевого до досить яскраво-червоного. Різноманітність кольору і фактури як виробки корпусу, так і шликеру, а також форми посудин і малюнки на оздоблених формах дозволяють підготовленому студенту досить точно визначити джерело, дату і часто індивідуальну майстерню, де був виготовлений виріб. Арретиновий посуд, виготовлений в Ареццо в Тоскані, був провідним типом тонкої кераміки в I столітті до нашої ери та на початку I століття нашої ери, і був перевершаний самійським посудом, виготовленим у ряді місць Галлії, сучасній Франції та Німеччині. Однак визначення всіх цих термінів змінювалося і розвивалося протягом багатьох поколінь, протягом яких досліджувався матеріал. Технічно глянцеві вироби мають багато спільного з більш ранньою грецькою розписною керамікою, але декоративну функцію тут виконують рельєфні прикраси, а не розпис.
Посуд African Red Slip (ARS) належав до тієї ж самої традиції  і продовжував виготовлятися набагато довше, ніж італійська та галльська  sigillata, аж до ісламського завоювання. АРС, у свою чергу, вплинула на виробництво Phocaean red slip, поширеного в Східному Середземномор'ї, який також іноді з'являвся далеко на заході до Південної Франції та Великої Британії.

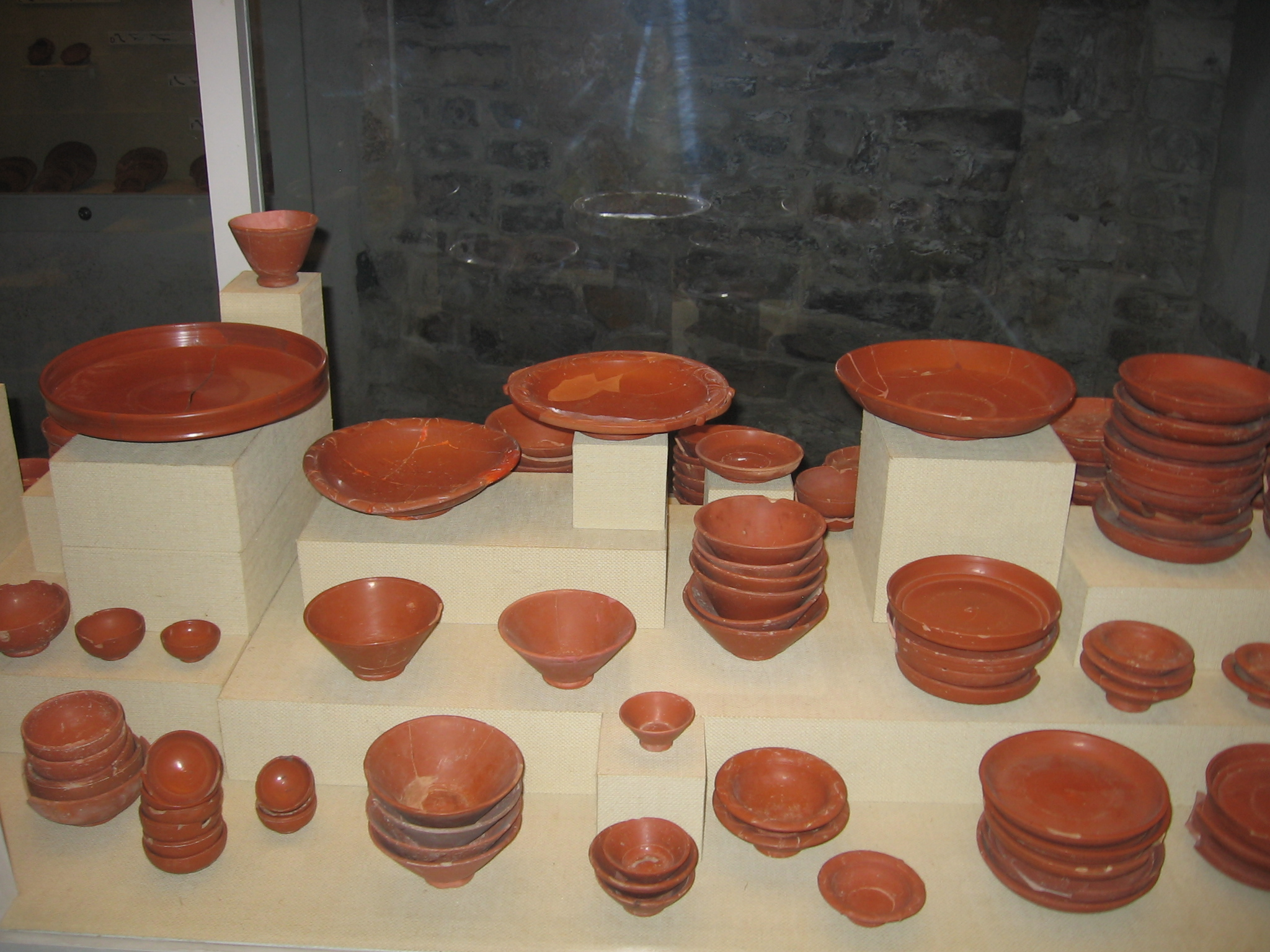
Вибір terra sigillata з La_Graufesenque

Виробництво споріднених видів виробів існувало в Малій Азії та в інших східних регіонах імперії (вироби Східної Сігіллати), тоді як в Іберійських провінціях також існувала місцева промисловість з виробництва terra sigillata hispanica, яка мала деяку схожість з галльською продукцією.
Більшість із цих виробів були широко розповсюджені та вироблялися в промислових масштабах (найбільші печі могли розпалювати до 40 000 штук одночасно) і, безсумнівно, з використанням високого ступеня спеціалізації в цехах. Імена багатьох гончарів і власників фабрик відомі за клеймами гончарів, які часто наносяться на витончені вироби, і можуть бути дуже інформативними. Кнай Атей був особливо відомим виробником в Ареццо, але сучасний аналіз їхньої глини показав, що вироби з його штампами вироблялися в Пізі в Тоскані, а також на галузевих фабриках у Ліоні та Ла Грауфезенке в сучасній Франції. Однак тлумачення іменних штампів може бути складнішим, ніж здається на перший погляд. Жирні назви, що видно на прикрашених ділянках, рекламують назву фабрики, але імена окремих ремісників, які працюють у гончарному виробництві, майстрів мисок, з'являються на простих посудинах, тоді як форми для декорованих мисок також іноді були підписані від руки виробниками, і їхні підписи іноді з'являються на готових посудинах. Теоретично прикрашена посудина може містити назву виробника форм, виробника чаш або обробника (наприклад, на обідку), а також «фірмовий знак» фабрики в декорації. Використання рабської праці в італійських майстернях не доведено, хоча деякі назви, безперечно, є liberti (відпущенники, тобто звільнені колишні раби). Місце Ла-Грауфезенке в Південній Галлії, поблизу Мійо, було ретельно вивчено та розкопане. Його продукти мали надзвичайно широке поширення наприкінці I століття нашої ери, а черепки були знайдені від Індії до Судану та Шотландії.

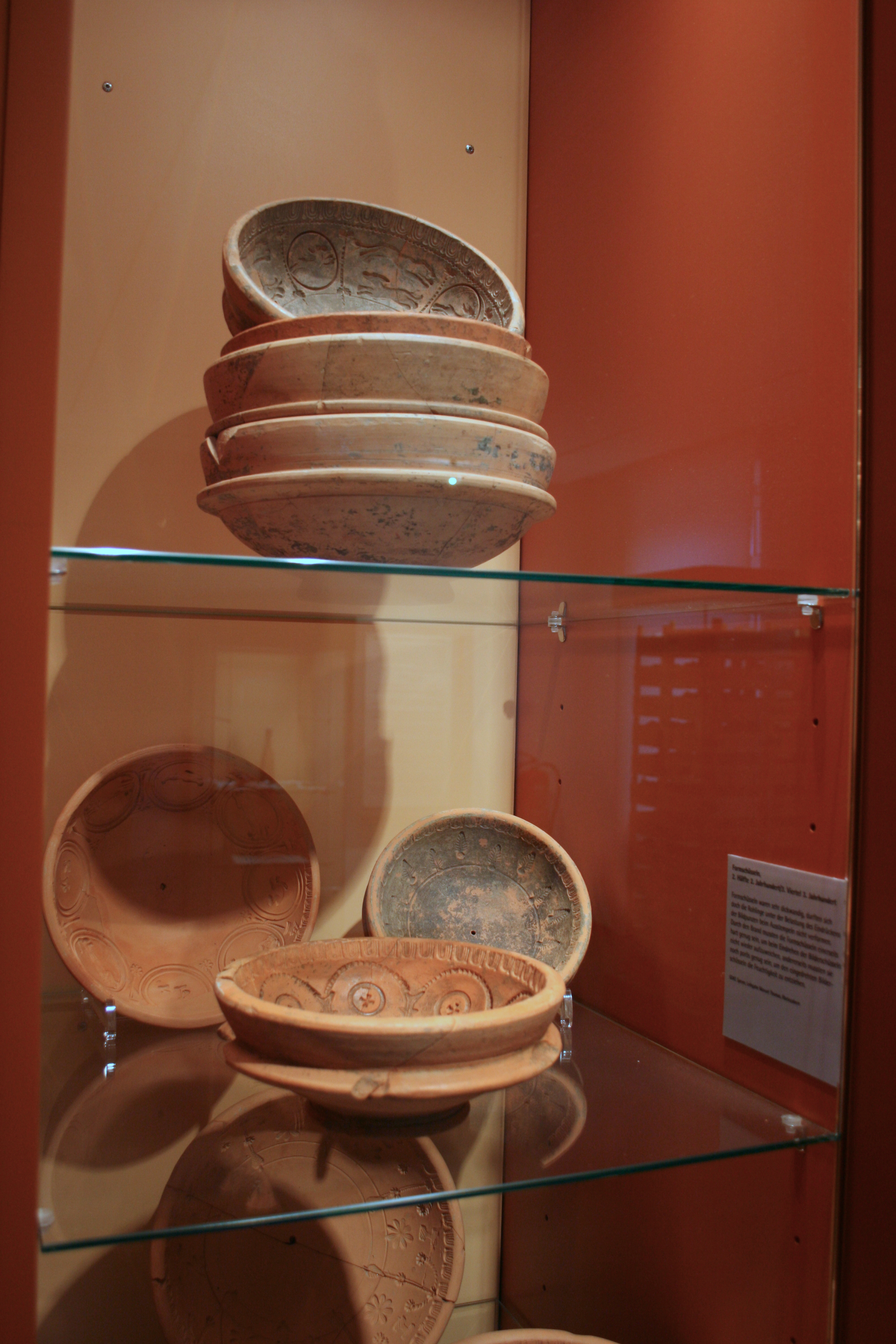
Форми для terra sigillata чаші форми Dragendorff 37, виготовлені на східногалльській фабриці Райнзаберн

У 1895 році німецький вчений Ганс Драгендорф створив класифікацію форм посуду в римській червоній глянцевій кераміці, яка використовується досі (напр. «Drag. 27» або «Dr.27» для позначення невеликої двоопуклої чашки). Інші вчені додали його нумеровані форми, а деякі археологи, які працювали над виробами конкретних виробничих об’єктів або знахідками з важливих розкопок, започаткували власні типології, отже зараз існує багато інших систем класифікації для Арретіни та самійців, як і для інших видів римської кераміки, таких як числа Хейса для форм African Red Slip. Інші системи нумерації, що використовуються з італійською та галльською sigillata, включають системи нумерації Дешелетта, Норра, Керла, Вальтерса, Льошке, Ріттерлінга та Людовіці, і це лише деякі з них.
Найбільш поширений метод створення рельєфного декору на поверхні відкритої посудини terra sigillata полягав у виготовленні керамічної чаші, внутрішній профіль якої відповідав бажаній формі зовнішнього вигляду кінцевої судини. Потім внутрішня поверхня прикрашалася за допомогою окремих позитивних штампів (пуансонів), зазвичай зроблених з обпаленої глини, або невеликих коліщаток з мотивами, що повторюються, такими як візерунок оволо (яйце з язиком), який часто формував верхню межу декору. Деталі також могли бути додані вручну за допомогою стилусу. Після завершення інталії на внутрішній стороні форми її висушували та обпалювали звичайним способом, а потім використовували для формування чаш. Коли чаша висихала, вона досить зменшувалася, щоб витягти її з форми, після чого виконувались обробні процеси, такі як формування або додавання кільця для ніг та обробка обода. Деталі варіювалися залежно від форми. Потім готову чашу можна було промастити, знову висушити і обпалити. Закриті форми, такі як глеки та горщики, рідко прикрашалися рельєфом за допомогою форм, хоча деякі судини цього типу були вироблені в Ла Грауфесенке шляхом виготовлення верхньої та нижньої частин посудини окремо у формах та з'єднання їх у точці найбільшого діаметру. Рельєфна прикраса високих ваз або глечиків зазвичай досягалася за допомогою ліпних аплікаційних мотивів (гілочок) та/або барботування (прорізне різьблення). Остання техніка була особливо популярна у східно-гальських майстернях Рейнзаберна, а також широко використовувалася на інших видах кераміки.

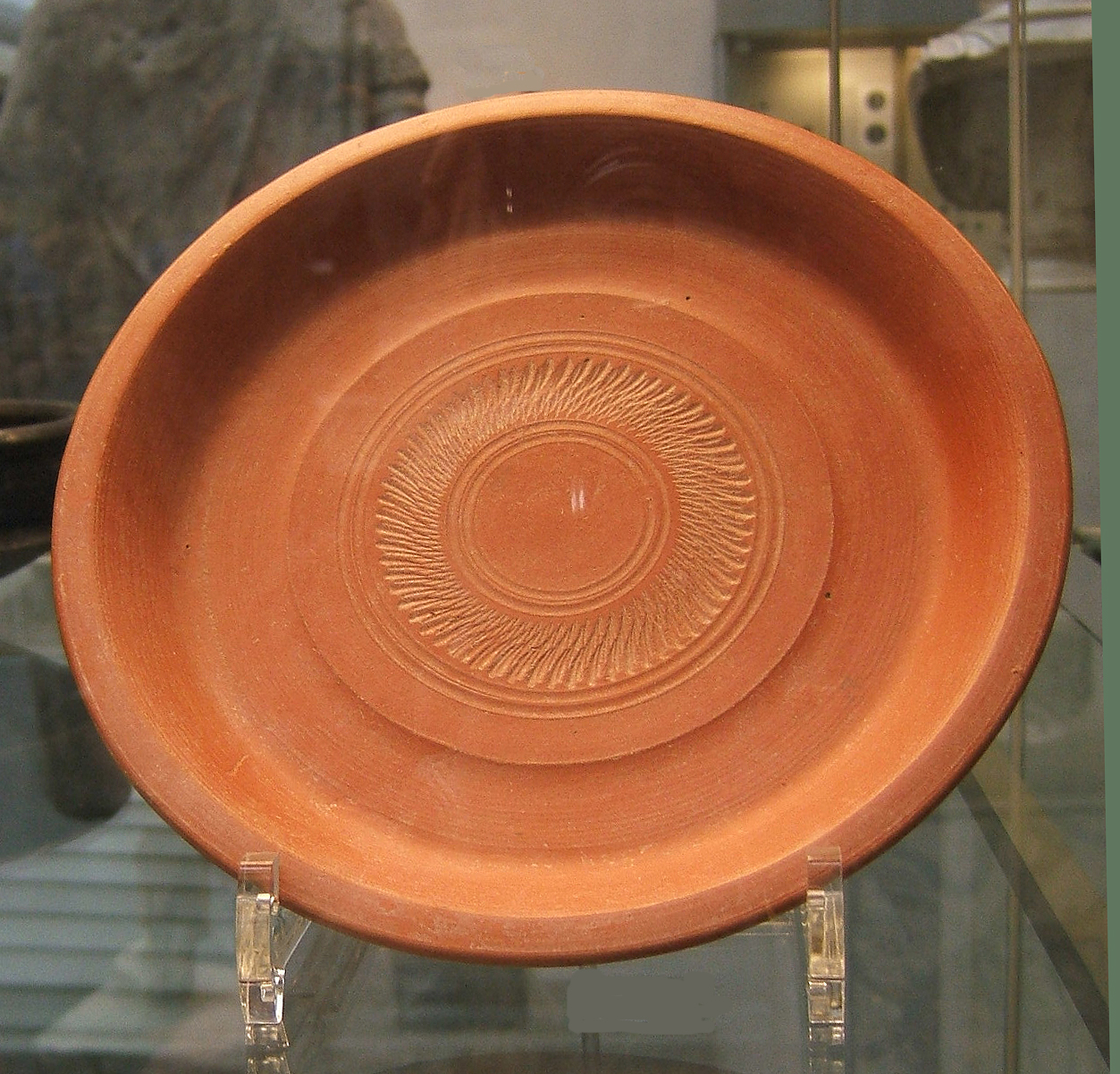
Типове звичайне африканське блюдо Red Slip із простим декором у рулетках. IV століття нашої ери.

Звичайні настільні посудини sigillata, які включали великі тарілки, неглибокі блюда декількох розмірів, трохи глибші миски та маленькі чашки, виготовлялися на колесі за допомогою ряду шаблонів для створення дуже точних профілів. Розміри також були стандартизовані, що полегшило б обпалення, зберігання та транспортування величезної кількості, яка була виготовлена. Еволюція форм у багатьох відношеннях збігається з тим, що спостерігається у срібних і скляних посудах тих самих періодів, і точні форми іноді можна точно датувати. Форми, які археологічно класифікуються як «прості», іноді мають простий декор, часто у вигляді кільця рулетки всередині плоскої внутрішньої основи посуду. Прості вироби також часто мають іменні штампи. 
Найпоширенішим представником традиції sigillata в пізньоримський період був посуд ARS (African Red Slip). (Випадкові імпорти ARS були знайдені навіть у Великій Британії в V–VI століттях) Він був виготовлений в провінції Africa Proconsularis (приблизно сучасний Туніс), а подібні форми та основи були виготовлені для більш локального поширення в Єгипті, який мав власні дуже активні та різноманітні керамічні традиції в римський період. В АРС виготовляли широку номенклатуру мисок, посуду та фужерів, але  техніка виготовлення цілих рельєфно прикрашених посудин у формах була припинена. Замість цього часто використовувалися мотиви аплікації там, де вимагалося декорування в рельєфі, окремо виготовлені та нанесені на посудину перед сушінням і обпаленням. Штамповані мотиви також були улюбленою формою декору, а в наступні століття часто з'являються християнські сюжети та символи.

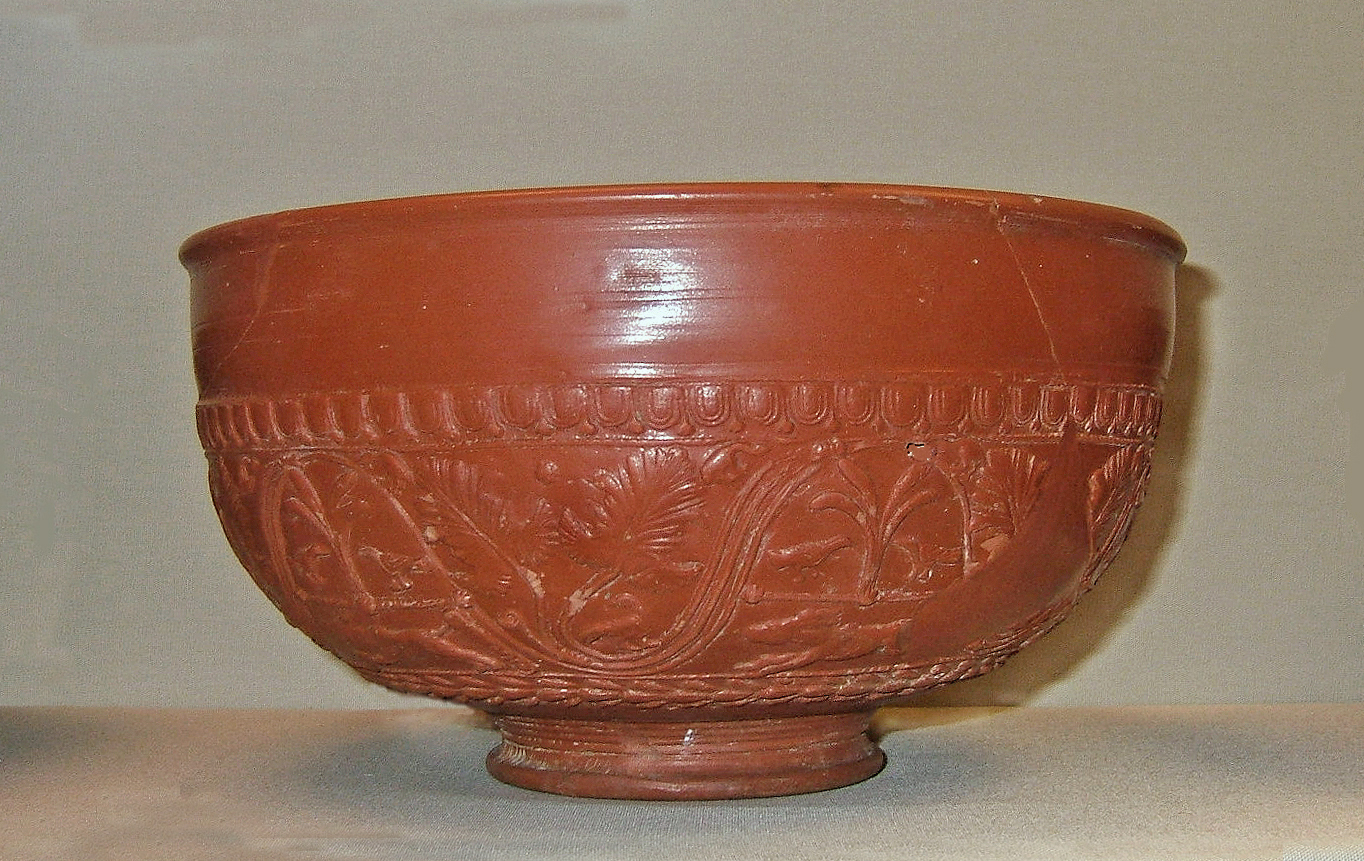
Південногалльська самійська чаша форми Dr.37. Кінець I століття нашої ери.
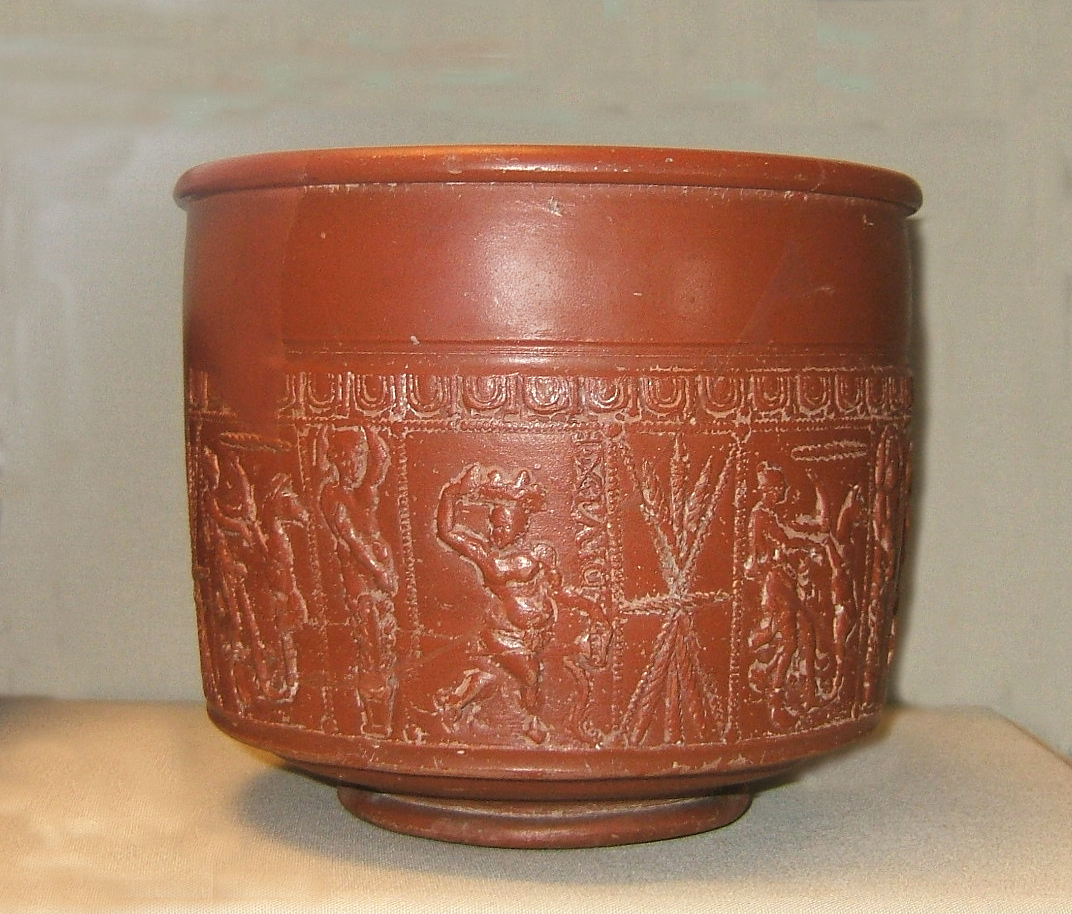
Судно Центральної Галлії, Dr.30, з іменним штемпелем Divixtus. Кінець II століття нашої ери.
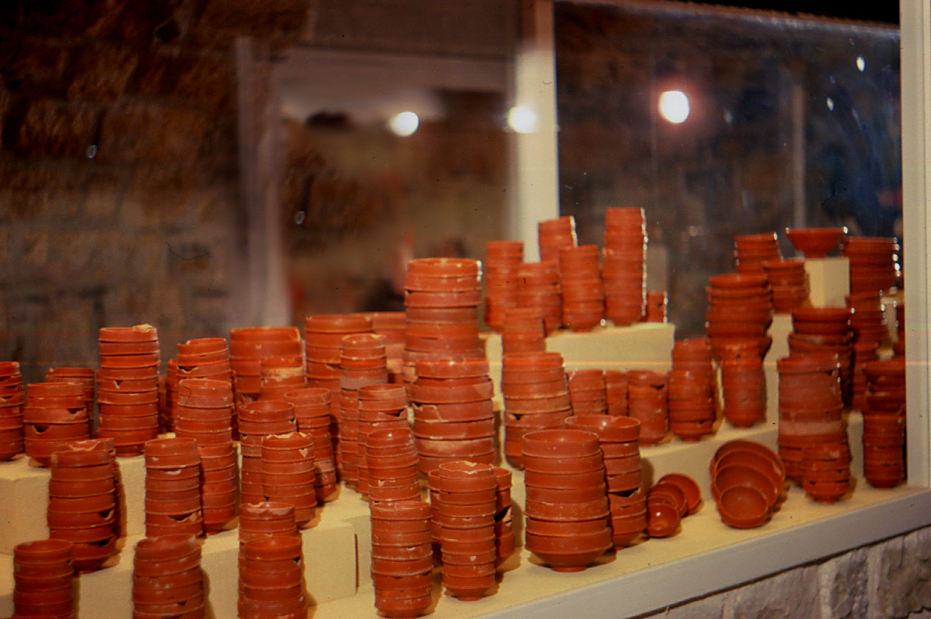
Відображення південногалських самійських рівнинних суден, що ілюструють стандартизацію розмірів
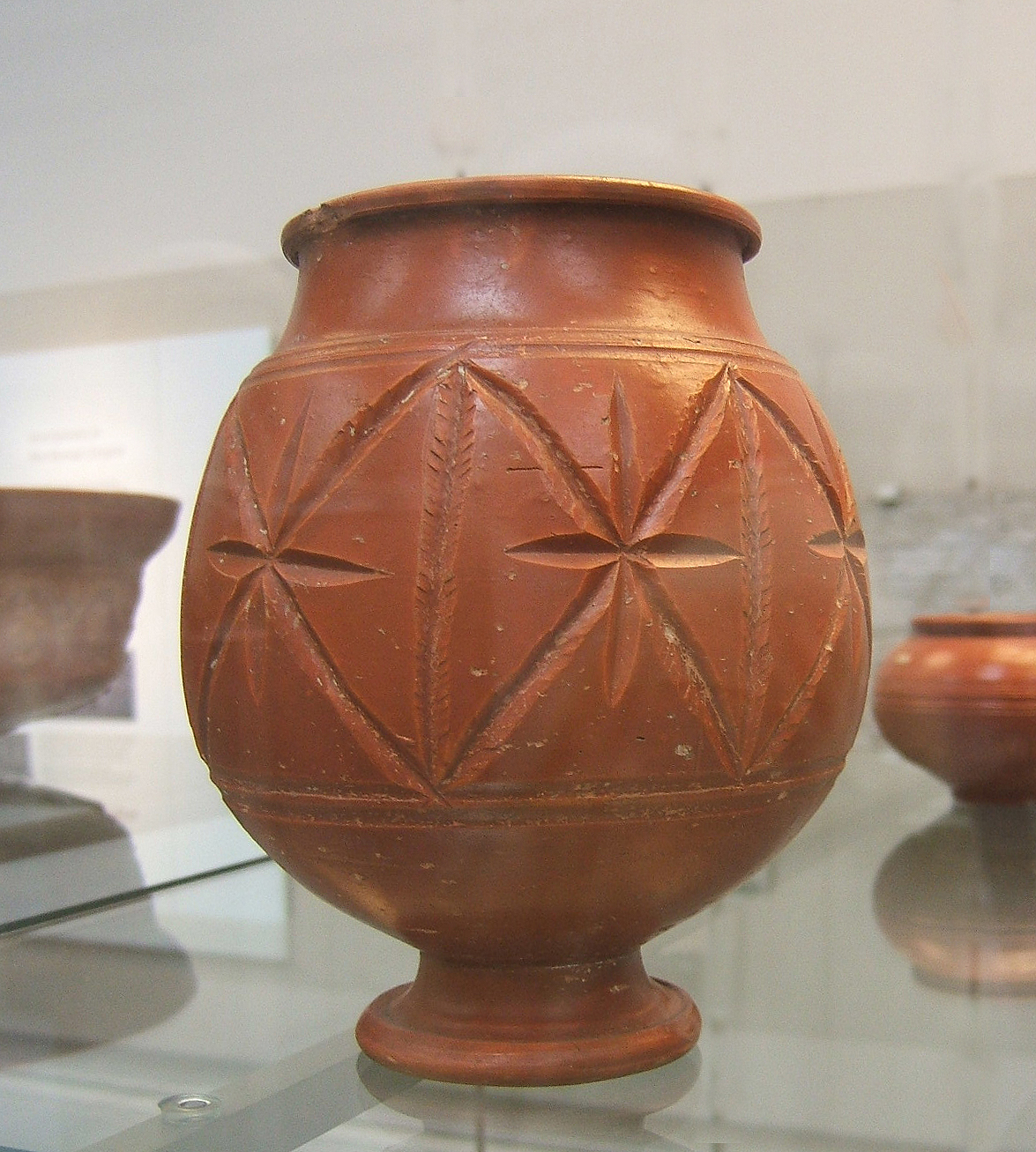
Центральний галльський самійський посудину з оздобленням із різаного скла

### Інші вишукані вироби

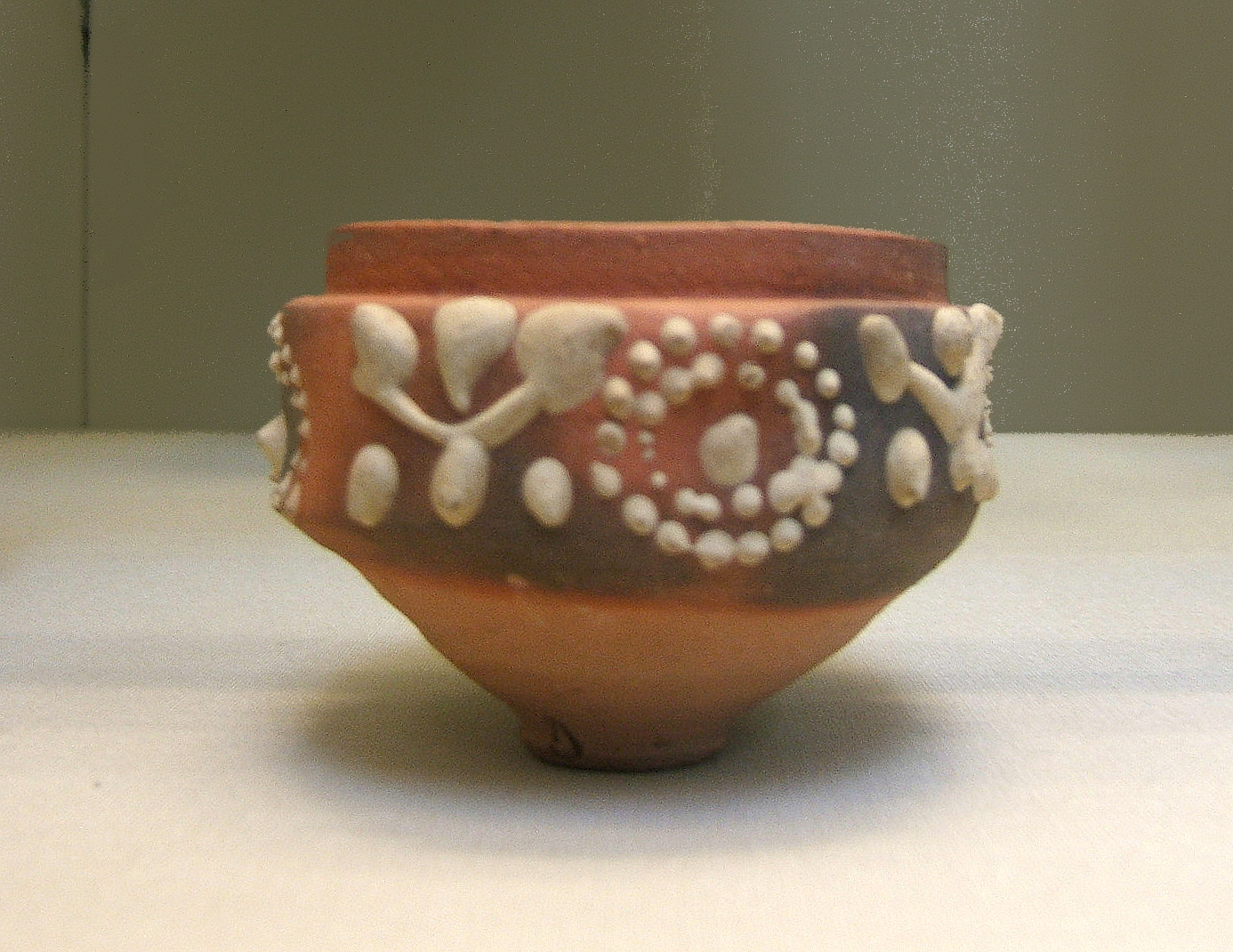
Чашка, 65 мм заввишки, виготовлена в Асуані, Єгипет, у I–II столітті нашої ери та прикрашена візерунками з барботина

Деякі форми арретинських простих виробів були досить точно скопійовані в кінці I століття до нашої ери та на початку I століття нашої ери в класі кераміки, виготовленої в північно-східній Галлії і відомої як галло-бельгійський посуд. На багатьох з цих тарілок і блюд з червоної (terra rubra) і чорної (terra nigra) глини є штампи гончарів. Інші тонкі тонкостінні флакони, питні склянки, миски та страви виготовлялися локально в більшості регіонів Римської імперії, включаючи прикордонні провінції, такі як Британія: наприклад, романо-британські вироби «з кольоровим покриттям» (slipped), виготовлені в Колчестері і в долині Нене,належать до цієї класифікації. Декілька горщиків праворуч від групової фотографії в головному розділі цієї статті — це вироби з долини Нене, включаючи велику чорну склянку, прикрашену жвавою сценою полювання гончих і зайців у техніці барботину. Для прикрашання гончарного посуду використовували багато декоративних прийомів, зокрема використання кольорових накладок, фарбування та різноманітних фактурних поверхонь. Однак розписні оздоблення не продовжили грецькі та етруські традиції як спеціалізовану техніку, яка використовується для розкішного столового посуду, хоча простіші малюнки з'являються на багатьох типах кераміки, як грубої, так і тонкої, по всій Імперії. Розділові лінії між «тонкими» та «грубими» виробами, або столовими та кулінарними виробами, стають дещо розмитими у випадку деяких місцевих, провінційних продуктів, оскільки гончарний посуд часто є багатоцільовим.

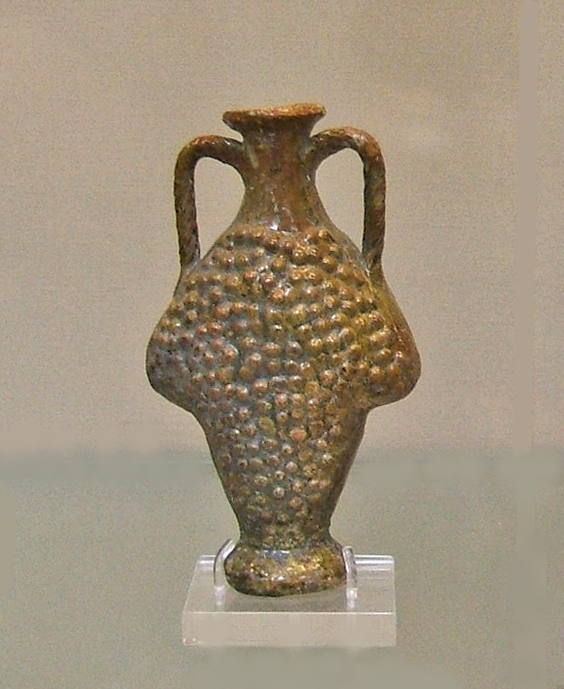
Свинцево-скляна колба, зліплена у вигляді грона винограду. З Сирії. I століття нашої ери.

Свинцево-скляна кераміка виготовлялася в багатьох регіонах Римської імперії, включаючи Галлію, Італію та східні провінції. Цей вид склоподібної кераміки найчастіше використовувався для дрібних декоративних предметів столового посуду, зокрема формованих чашок з рельєфним декором, світильників та зооморфних ємностей. Скляна маса варіюється за кольором від бурштинового до коричневого і багатьох відтінків зеленого.
Столовий посуд з єгипетського фаянсу, глазурований яскраво-блакитним, бірюзовим або зеленим кольором, продовжував виготовлятися в Єгипті протягом усього римського періоду, і форми деяких з цих фаянсових посудин у I столітті до нашої ери та в I столітті нашої ери мали безпосередній вплив арретінського посуду. Виготовляли також дуже витончений, оздоблений поліхромний фаянсовий посуд. Єгипетський фаянс, фритта або «глазурована композиція», як її часто називають єгиптологи, технічно має більше спільного з виробництвом скла, ніж з глиняним посудом, оскільки це неглиняний керамічний матеріал.
Лінія розмежування між глиняними посудинами та теракотовими фігурками – ще одна, яка не завжди є чіткою, оскільки деякі типи невеликих ємностей, наприклад, маслоналивники, іноді формували у репрезентативних формах.

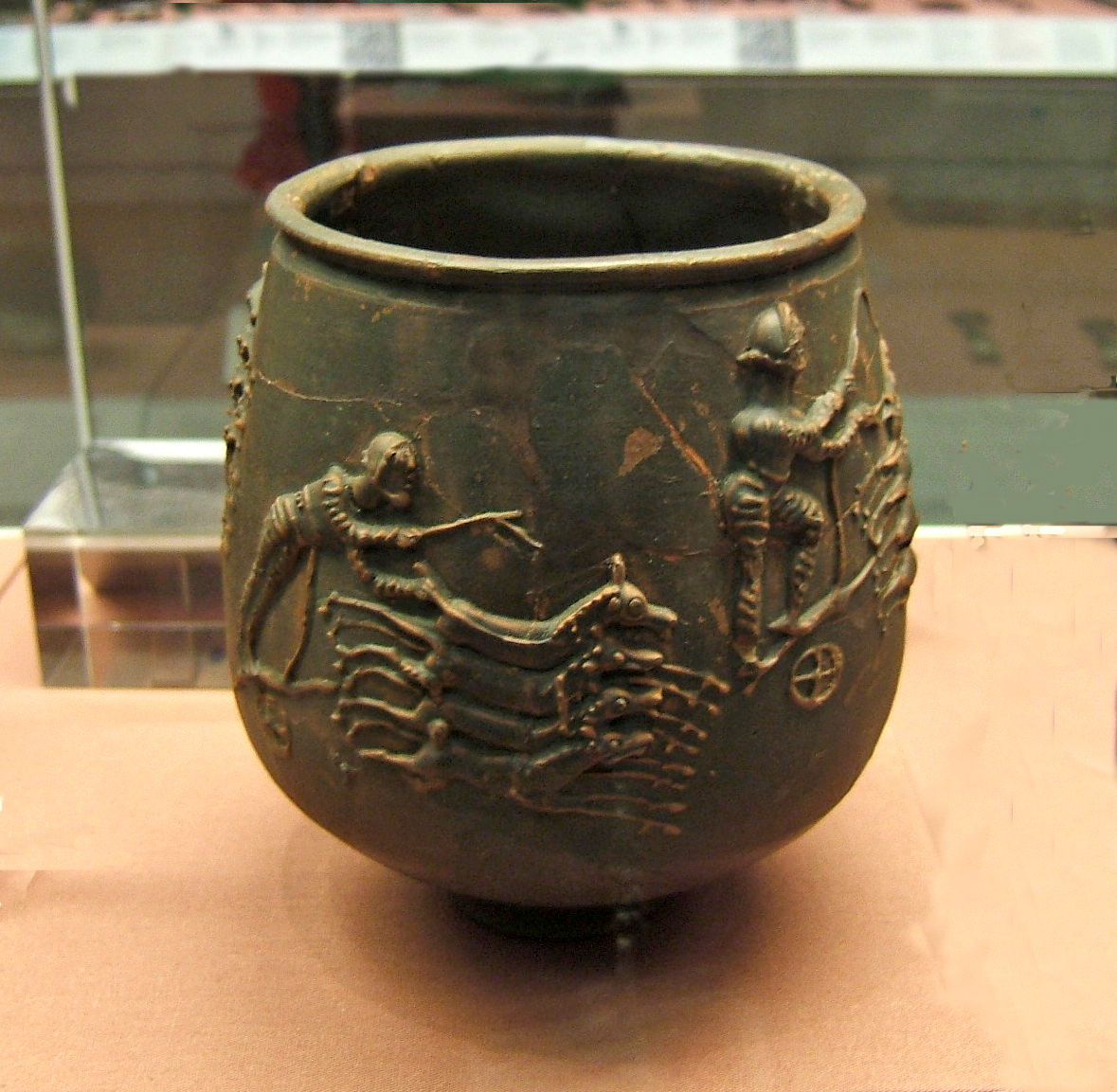
Романо-британська склянка з барботиновим декором із зображенням гонок на колісницях
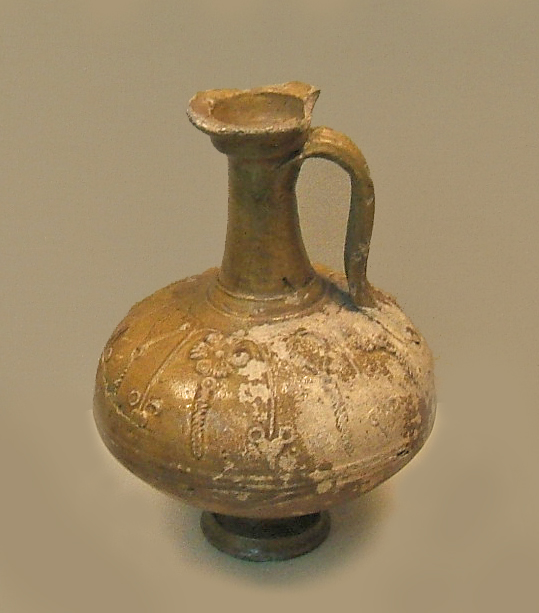
Центральний галльський рельєфно оздоблений флакон із свинцевою глазур'ю. I століття нашої ери.
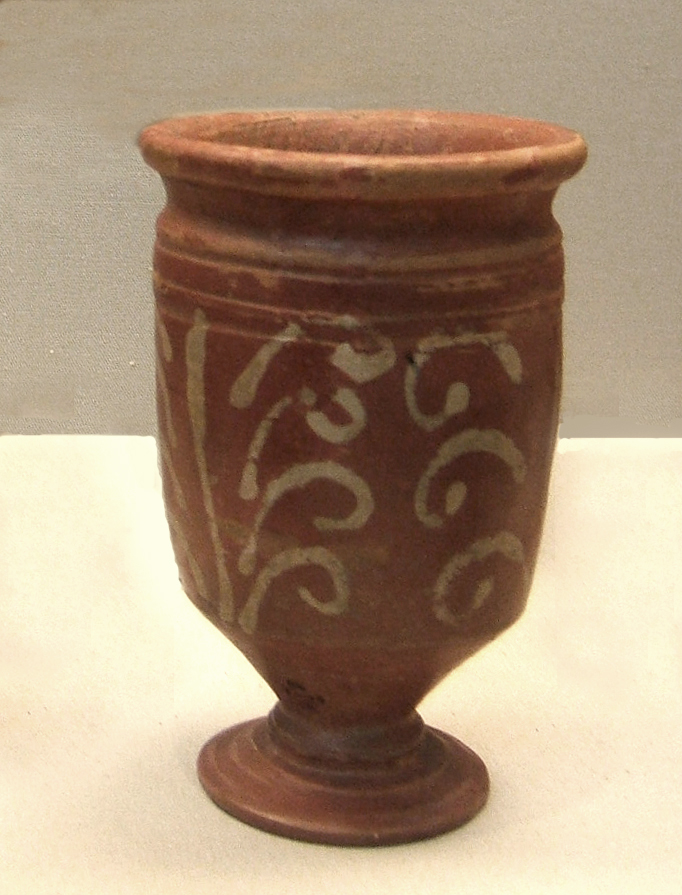
Стакан із пізньо-римським розписом, виготовлений у Британії
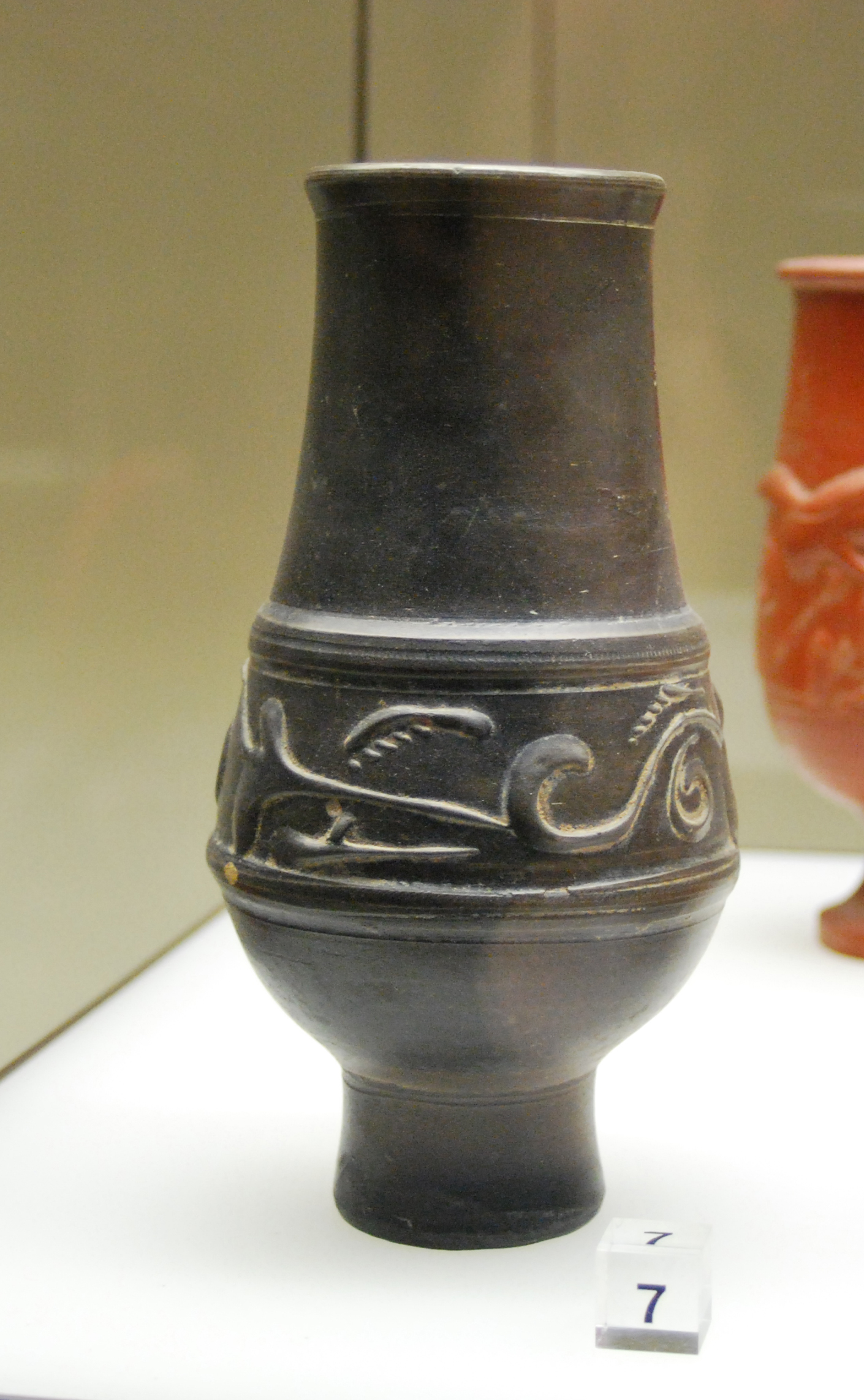
Рельєфно прикрашена ваза Terra nigra з Кельна

## Грубі вироби

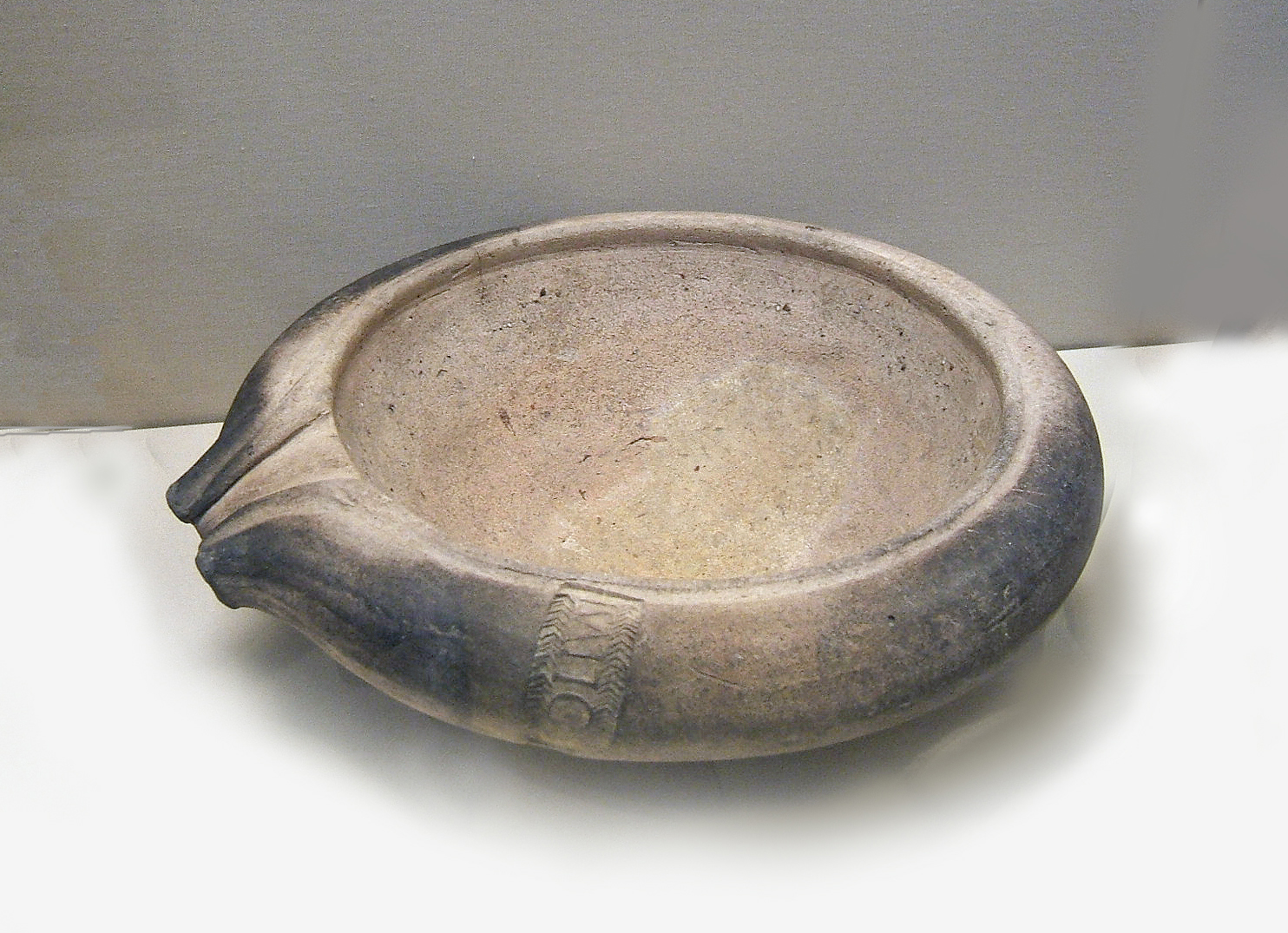
Романо-британський mortarium, з назвою виробника Sollus, вибитим на ободі. Подрібнена внутрішня частина чаші була майже гладкою під час використання.

### Горщики для приготування їжі
Кераміка була незамінною для приготування їжі в давнину. Хоча металевий посуд з бронзи або заліза був широко доступним у римський період, прості, функціональні глиняні миски, каструлі, горщики та глеки були недорогою і стандартною частиною обладнання кожної кухні. Від Британії до Єгипту, від Іспанії до Сирії, по всій території величезної Імперії, місцеві доримські гончарні традиції в простих кулінарних виробах часто тривали без значних змін протягом століть. Тому римські каструлі необхідно вивчати на регіональній основі. Крім звичайних мисок і сковорідок, які використовуються для приготування їжі, керамічний посуд виготовлявся для багатьох спеціалізованих цілей, наприклад, невеликий прес для сиру, проілюстрований ліворуч від групової фотографії римської кераміки з Британії вище. Два чорні глеки зліва за пресом для сиру на тій же фотографії є прикладами романо-британського чорнового полірованого посуду, вперше виготовленого в південно-західній Англії в пізньому залізному столітті, до римського завоювання: цей посуд продовжував користуватися популярністю протягом усього римського періоду, виготовлявся у більших кількостях та продавався ширше під римським впливом. Інші вироби, виготовлені в Римській Британії, були Crambeck Ware, Huntcliff та Nene Valley Color Coated Ware, які часто були прикрашені.

### Мортарія
Однак один тип посудини, який використовувався для приготування їжі, був тісно пов'язаний з поширенням римської культури та римської кухні: mortarium. Це була міцна неглибока чаша з товстим, вигнутим назовні обідком, завдяки якому чашу було легше тримати, часто з розливним краєм, і внутрішньою поверхнею, навмисне шорсткою, покритою при виготовленні зерном або крупним піском. Її використовували товкачем для пюре або подрібнення інгредієнтів для приготування вишуканих і ретельно приправлених римських страв; римська кухня традиційно багата на  трави та прянощі. Мортарія була римським еквівалентом кухонного комбайна і є реальним показником «романізації»; У Британії перші мортарії були імпортовані з галльських джерел більше ніж за покоління до того, як Британія стала римською провінцією в 43 р. н.е., що вказує на зростання впливу римської культури в південній Британії пізнього залізного віку і, можливо, фактичну присутність іммігрантів з Галлії. Пізніше, окрім імпортних продуктів, по всій Британії стали доступні мортарії, виготовлені на спеціалізованих гончарних заводах у різних районах провінції, додадково до імпортних продуктів: Пол Тайерс розповідає про мортарії з не менше ніж 16 різних джерел виробництва, романо-британських та континентальних, які були знайдені у Великій Британії. Подібно до багатьох інших спеціалізованих римських керамічних виробів, багато мортарій також мають печатки майстерень або майстрів на своїх обідках, і облік їх хронології та поширення може допомогти археологам зрозуміти схеми торгівлі та римської економіки.

### Амфори

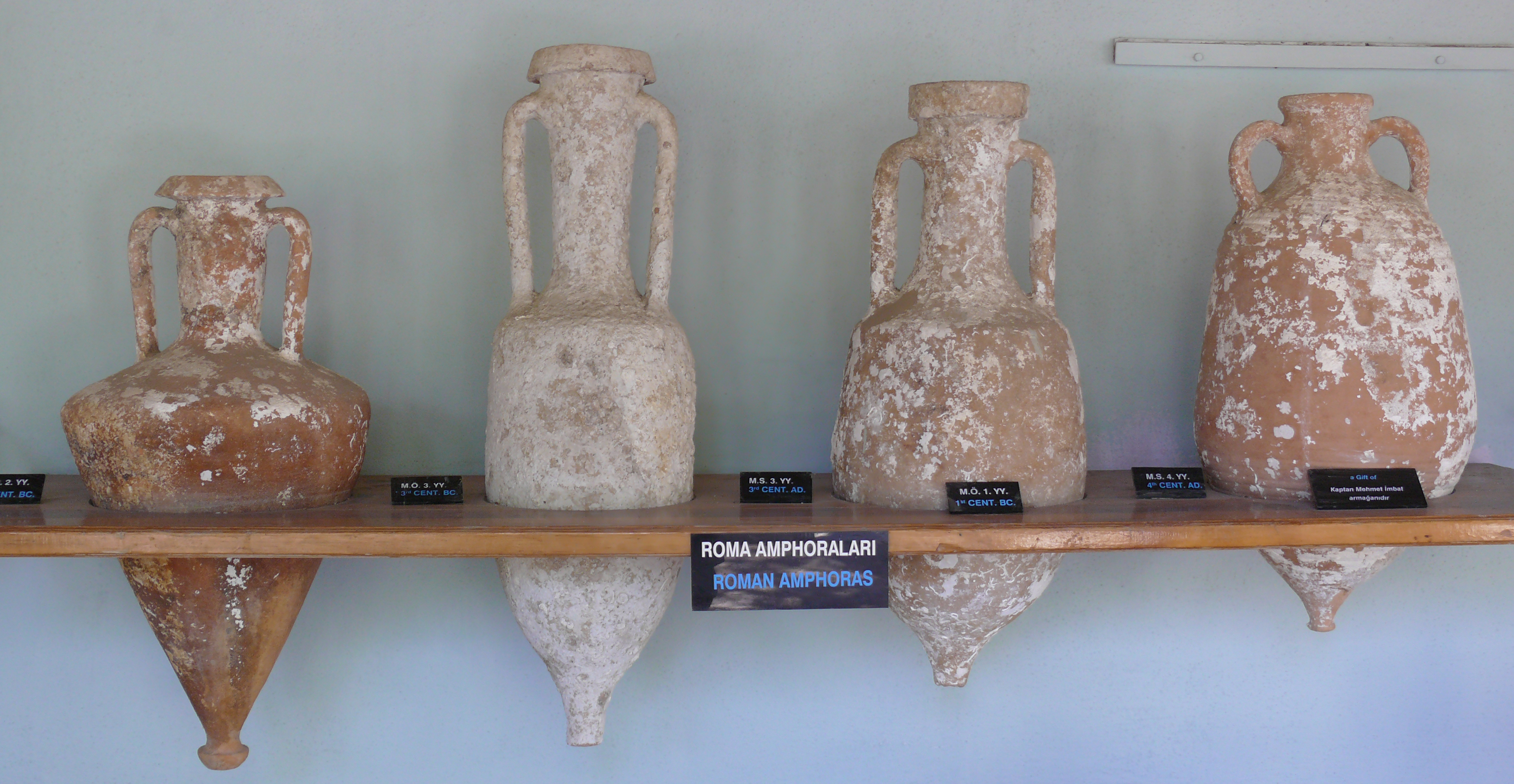
Види римських амфор, які зберігалися в стелажах

#### Опис і функція
Amphorae, або амфори, використовувалися в римські часи для транспортування їжі на довгі та короткі відстані. Вміст, як правило, був рідким, у більшості випадків оливкова олія або вино, але також і garum, популярний рибний соус і фруктовий соус. Як контейнер, амфора мала бути міцною, не надто важкою, мати форму, придатною для легкого зберігання на кораблі, і водночас зручною для обробки після прибуття до кінцевого пункту призначення. Зазвичай амфори являють собою теракотові ємності з двома ручками і кулястим/циліндричним корпусом, обідком різної форми та шипоподібною або, рідше, плоскою основою. Шип був пристосований для стабільного зберігання на кораблі і працював як третя ручка в процесі спорожнення контейнера.

#### Дослідження амфор
Перша систематична класифікація типів амфор була здійснена німецьким вченим Генріхом Дресселем. Після виняткового родовища амфор, відкритого в Римі в Кастро Преторіо в кінці 1800-х років, він зібрав майже 200 написів з амфор і включив їх до Corpus Inscriptionum Latinarum. У своїх дослідженнях родовища амфор він першим розробив класифікацію типів, так звану таблицю Дресселя, яка й сьогодні використовується для багатьох типів. Подальші дослідження римських амфор дали більш детальні класифікації, які зазвичай називаються на честь вченого, який їх вивчав. Про неофінікійські типи дивіться роботу Манья, опубліковану в 1951 році, і переглянуту класифікацію ван дер Верффа в 1977–1978 роках. Гальські амфори досліджував Лаубенхаймер у дослідженні, опублікованому в 1989 році, тоді як критські амфори аналізував Марангу-Лера. Бельтран вивчав іспанські типи у 1970 році Адріатичні типи досліджував Ламболья в 1955 році. Для загального аналізу західно-середземноморських типів див. Panella, і Peacock and Williams.

#### Виробництво

Дресель типу 1В, ранньоримська амфора
</br> Ключ : 1 : обідок - 2 : шия - 3 : ручка - 4 : плече - 5 : живіт або тіло - 6 : стопа

Амфори являли собою теракотові контейнери, виточені на колесах. У процесі виробництва спочатку виготовляли корпус, а потім давали йому частково висохнути. Потім додавали змотки глини, щоб сформувати шийку, обідок і ручки. Після того, як амфора була завершена, внутрішню частину обробляли смолою, щоб забезпечити найкращі характеристики при зберіганні рідини. Реконструкція цих етапів виробництва базується насамперед на етнографічних даних, що надходять від вивчення сучасного виробництва амфор у деяких районах східного Середземномор'я. Амфори часто позначаються різноманітними штампами та графіті. Функції цих штампів пов'язані з усім терміном служби посудини. Марки, графіті та написи надавали інформацію від виробничого циклу до змісту та комерціалізації. Штамп зазвичай наносився на амфору на стадії часткового висихання, і на ньому часто вказували назву figlina (майстерня) та/або ім'я власника майстерні. Розписні марки, tituli picti, були виконані, коли амфора була завершена, та надавали вказівки щодо ваги тари та вмісту.

#### Історія
Перший тип римської амфори, Дрессель 1, з'являється в центральній Італії наприкінці II століття до нашої ери. Цей тип мав товсті стінки і характерну червону основу. Він був дуже важким, хоча й міцним. Приблизно в середині I століття до нашої ери починає широко використовуватися так званий Dressel 2–4. Цей тип амфор мав деякі переваги в тому, що він був легшим і з тоншими стінками. Було підраховано, що в той час як корабель міг вмістити приблизно 4500 Dressel 1, можна було вмістити 6000 Dressel 2–4 в тому самому просторі. Dressel 2–4 часто вироблялися в тих же цехах, що використовувалися для виробництва Dressel 1, який майже раптово перестав використовуватися. Одночасно в Кумі (південна Італія) ведеться виробництво cadii cumani тип стартів (Сукня 21–22). Ці контейнери в основному використовувалися для транспортування фруктів і використовувалися до середньої імперії. У той же час у центральній Італії виробляли так звані амфори Spello — невеликі ємності для транспортування вина. На узбережжі Адріатичного моря старі типи були замінені типом Lamboglia 2, винною амфорою, яку зазвичай виготовляли між кінцем II і I століттям до нашої ери. Цей тип пізніше перетворюється в Dressel 6A, який стає домінуючим за часів Августа.
У галльських провінціях першими прикладами римських амфор були місцеві імітації раніше існуючих типів, таких як Дрессель 1, Дрессель 2–4, Паскуаль 1 і Халтерн 70. Більш типове галльське виробництво починається в керамічних ательє Марселя в епоху пізнього Августа. Тип Oberaden 74 виготовлявся в таких масштабах, що вплинув на виробництво деяких італійських типів. Іспанські амфори стали особливо популярними завдяки розквіту виробництва в пізні республіканські часи. Hispania Baetica і Hispania Tarraconensis регіони (південно-західна та східна Іспанія) були основними виробничими районами між II і I століттям до нашої ери завдяки розподілу землі ветеранам та заснування нових колоній. Іспанські амфори були широко поширені в Середземномор'ї в період ранньої імперії. Усі найпоширеніші типи вироблялися в Baetica, серед них був Dressel 20, типова ємність для оливкової олії, Dressel 7–13 для гарума та Haltern 70 для фруктового соусу Defrutum. У регіоні Тарраконенсіс найпоширенішим типом був Pascual 1, винна амфора у формі Dressel 1 та імітація Dressel 2–4.
Північноафриканське виробництво було засноване на стародавній традиції, яка сягає фінікійської колонії Карфагена. Фінікійські амфори мали характерні невеликі ручки, прикріплені безпосередньо до верхньої частини тіла. Ця риса стає відмітною ознакою пізньореспубліканських/ранніх імперських постановок, які потім називають неофінікійськими. Типи, що виробляються в Триполітанії та Північному Тунісі, - це Maña C1 і C2, пізніше перейменовані на van Der Werff 1, 2 і 3. В районі Егейського моря типи з острова Родос були досить популярними, починаючи з 3 століття до нашої ери завдяки місцевому виноробству, яке процвітало протягом тривалого часу. Цей тип розвинувся в Camulodunum 184, амфору, яка використовувалася для транспортування родійського вина по всій імперії. Імітації Dressel 2–4 вироблялися на острові Кос для транспортування вина з IV до нашої ери до середньої імперії. Критські контейнери також були популярні для транспортування вина і зустрічаються в Середземному морі з часів Августа до III століття нашої ери. В період пізньої імперії у виробництві амфор домінували північноафриканські типи. Так звані африканські I і II широко використовувалися з II до кінця IV століття нашої ери. Інші типи зі східного Середземномор'я (Газа), такі як так званий пізньоримський 4, стали дуже популярними між IV і VII століттям нашої ери, тоді як італійські виробництва припинили своє існування.

## Інша кераміка

### Лампи

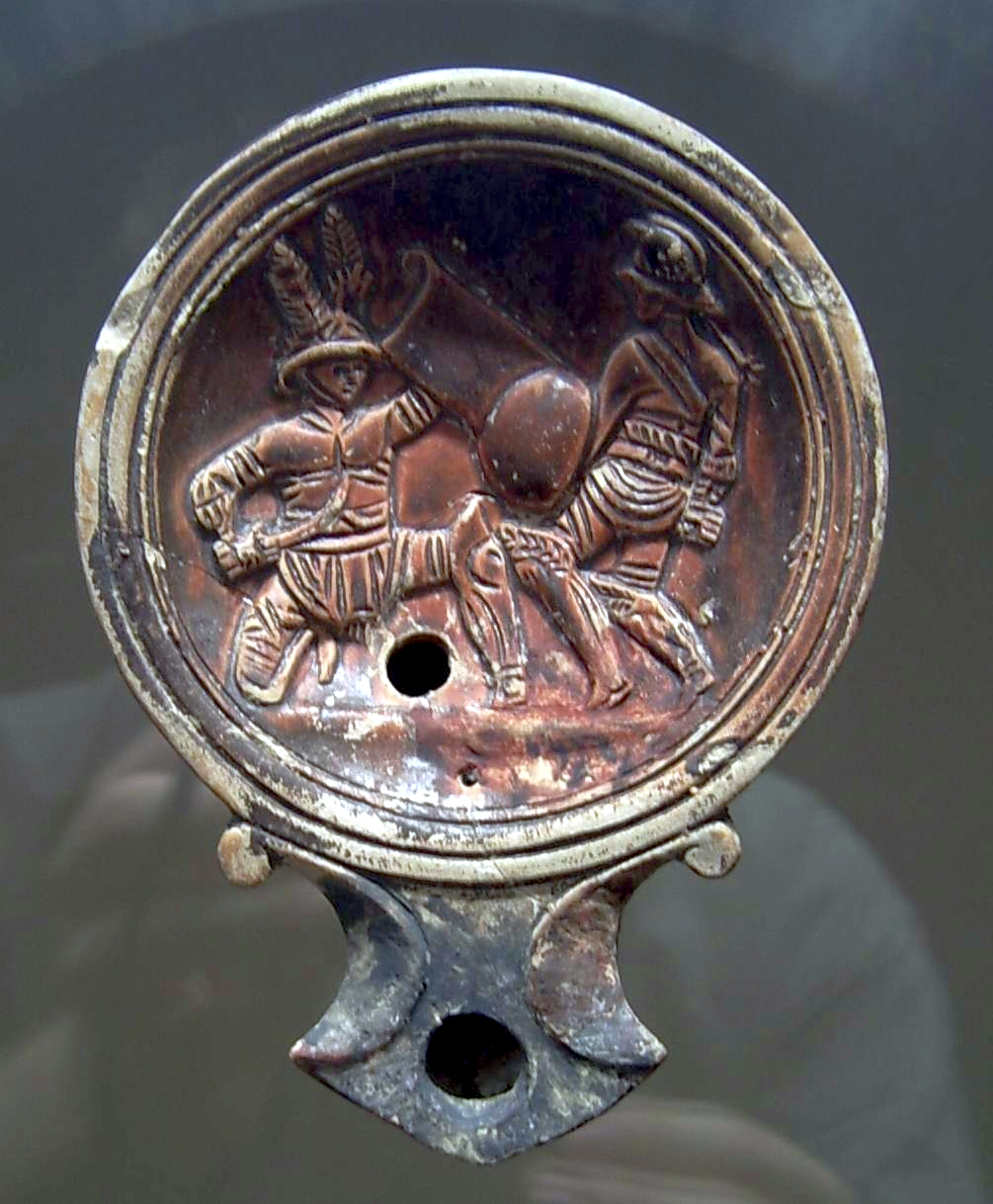
Гладіатори на масляній лампі

Штучне освітлення було звичним явищем у римському світі. Свічки, виготовлені з бджолиного воску або лою, безсумнівно, були найдешевшим засобом освітлення, але свічки рідко зберігаються археологічно. Проте лампи, що працюють на оливковій олії та інших рослинних оліях, зберіглися у великій кількості і були вивчені до найдрібніших деталей. Деякі римські лампи були виготовлені з металу і могли мати дуже складну форму, включаючи статуетки та кілька насадок, але обпалена глина була найпоширенішим матеріалом, і більшість маленьких, ймовірно, недорогих, глиняних ламп мали одну насадку на один гніт, і тому одне полум’я.
Більшість із цих глиняних ламп були сформовані за допомогою форм у майстернях, які випускали велику кількість стандартизованих виробів. Деякі з найпопулярніших форм включали центральний диск, круглу область зазвичай близько 4–6 см. діаметром, що вміщувала отвір для заповнення і могла бути прикрашена рельєфними зображеннями. Діапазон декору включав язичницькі божества, міфи та легенди, жанрові сцени з повсякденного життя, тварин, полювання, громадські розваги, такі як гладіаторські бої та перегони колісниць, еротичні зустрічі, а в пізньоримські часи — деяку християнську символіку: коротше кажучи, повний спектр сюжетів, що зустрічаються в римському декоративному мистецтві (трапляються також єврейські лампи з такими символами, як менора). Типи та декор, започатковані в центрі Імперії, в Італії, часто наслідували у виробах, виготовлених у майстернях, розташованих в інших провінціях. Лампи могли бути безпосередньо скопійовані за допомогою процесу, відомого як surmoulage, використовуючи існуючу лампу як архетип для виготовлення форми, замість того щоб створювати глиняний архетип власноруч
Високоорганізовані методи виробництва, як правило, з використанням гіпсових (гіпсових) форм, обсяг виробництва, торгівля та широке розповсюдження – все це в деяких аспектах перегукується з виробництвом червоно-глянцевих виробів, таких як Arretine та Samian, як і існування назва- штампи на деяких лампах. Назви виробників або майстерень зазвичай розміщуються на нижній стороні лампи і є поширеними на зазвичай недекорованих лампах, відомих як Firmalampen («заводські лампи»), тип, який був популярний у військових зонах північно-західних римських провінцій у II столітті нашої ери. Одне добре відоме ім'я — Фортіс, і його продукція, очевидно, була скопійована за межами його власної майстерні в Італії – або, можливо, Фортіс мав власні філії в провінціях. Firmalampe на сусідньому малюнку, знайденому в Лондоні, на основі вибито ім'я виробника Атимета.
На додаток до багатьох основних форм ламп, які складалися з округлого або яйцеподібного корпусу, з одним або кількома виступаючими насадками, а іноді і ручкою, теракотові лампи також виготовлялися в різноманітних набагато химерніших формах, зображаючих тварин, гротескні голови, ноги та багато інших фігур. Вони традиційно відомі як пластикові лампи («пластик» означає «змодельований або злитий»).
Ретельне датування та інформація про розподіл, яку можна отримати при детальному вивченні форм, печаток майстрів та декору, робить римські лампи важливими та корисними знахідками на археологічних розкопках. Вони не зустрічаються в такій великій кількості на римських ділянках у Британії, як в інших частинах імперії, включаючи Галію, цілком можливо, тому що імпортна оливкова олія, ймовірно, була дорожчою у Британії.
- Італійська лампа у формі ніжки, з ручкою сирени або сфінкса

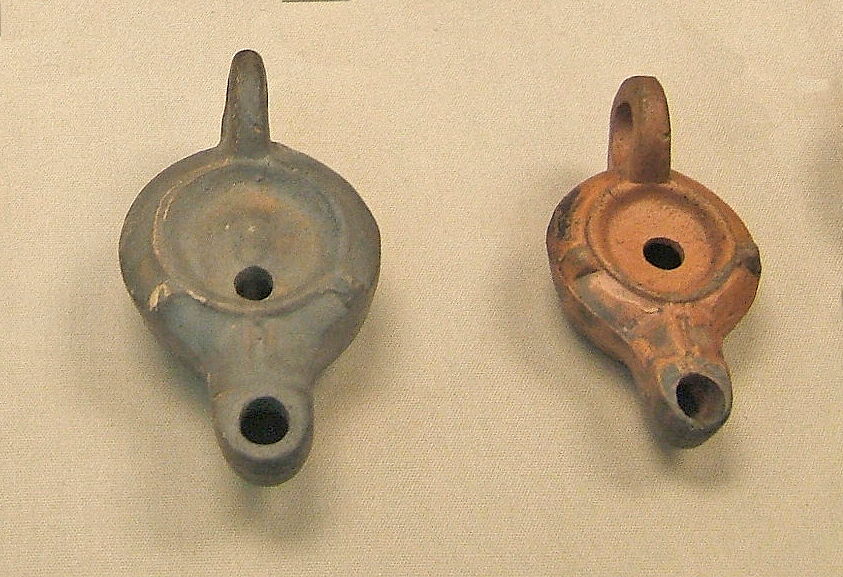
Два римських Firmalampen
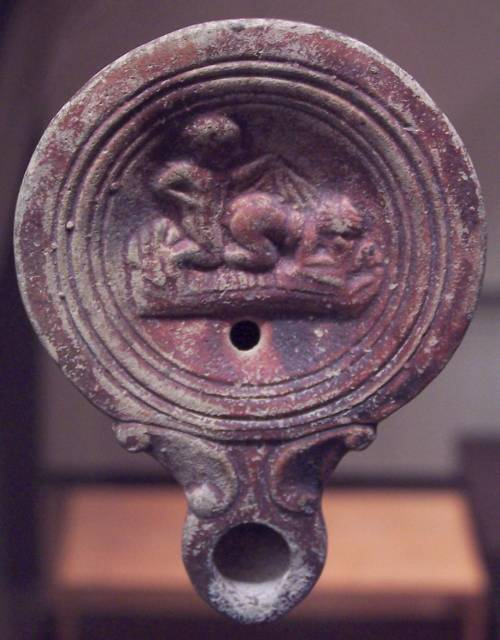
Еротична масляна лампа
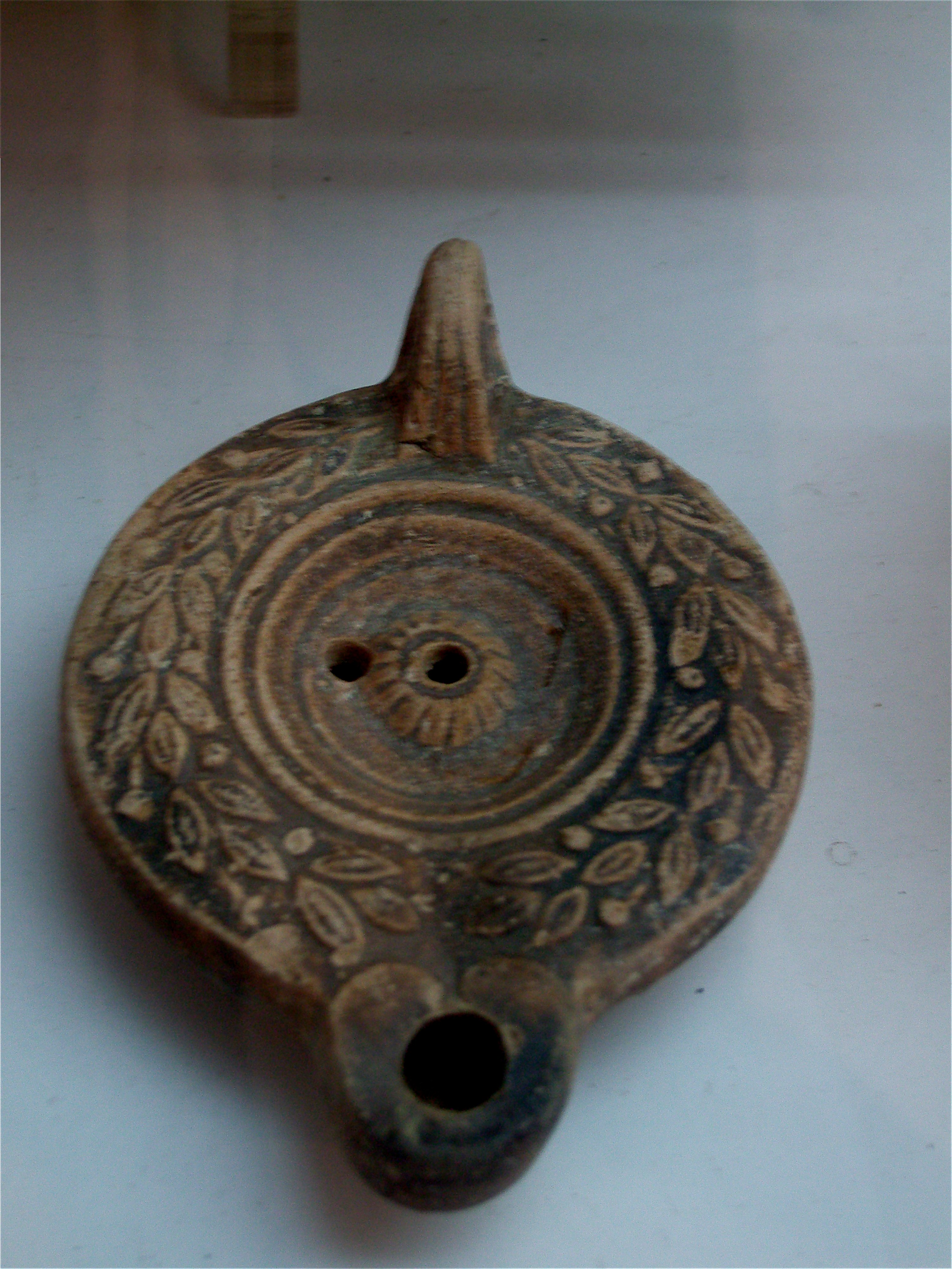
Лампа з Тунісу з декором з листя

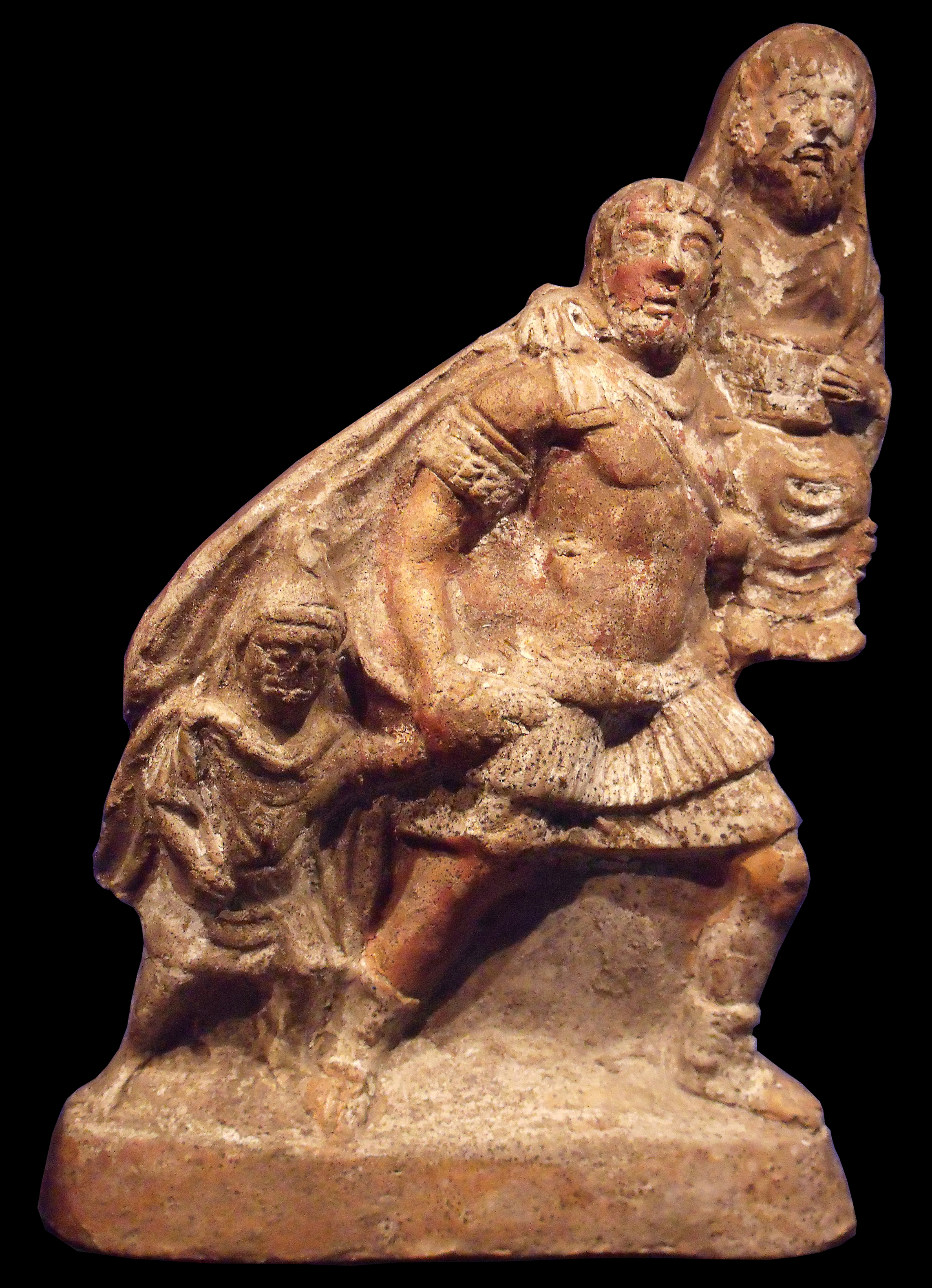
Фігурка I століття нашої ери з Помпеї, на якій зображений Еней, який тікає з Трої, несучи свого батька Анхіза, зі слідами оригінального кольору

### Теракотові фігурки
Італійські стилі мали набагато менший вплив по всій Імперії на теракотові фігурки чи статуетки, ніж на гончарний посуд; тут домінуючим впливом були давні традиції грецьких теракотових фігурок, а також традиції Єгипту та інших східних провінцій імперії. У деяких північних провінціях, таких як Галлія та Німеччина, не було традицій залізного віку виготовляти теракотові фігурки, але під римським впливом розвинулися нові галузі виробництва фігурок, виготовлених у формі з тонкої білої глини. Подібно до бронзових статуеток, які були б дорожчими, маленькі теракотові фігурки, як правило, виготовлялися для ритуальних або релігійних цілей, таких як посвята в храмах, виставлення в домашніх святинях або як могильні речі, які віддавали на зберігання мертвим. Однак деякі теракоти також використовувалися дітьми як іграшки, навіть якщо вони були виготовлені не для цієї мети. Більшість невеликих теракотових фігурок були об'єктами, виготовленими з форм, і вироблялись у досить великій кількості. Більшість з них були пофарбовані в яскраві кольори. Ці пігменти, нанесені після обпалу, рідко виживають після поховання, за винятком невеликих і вицвілих плям.

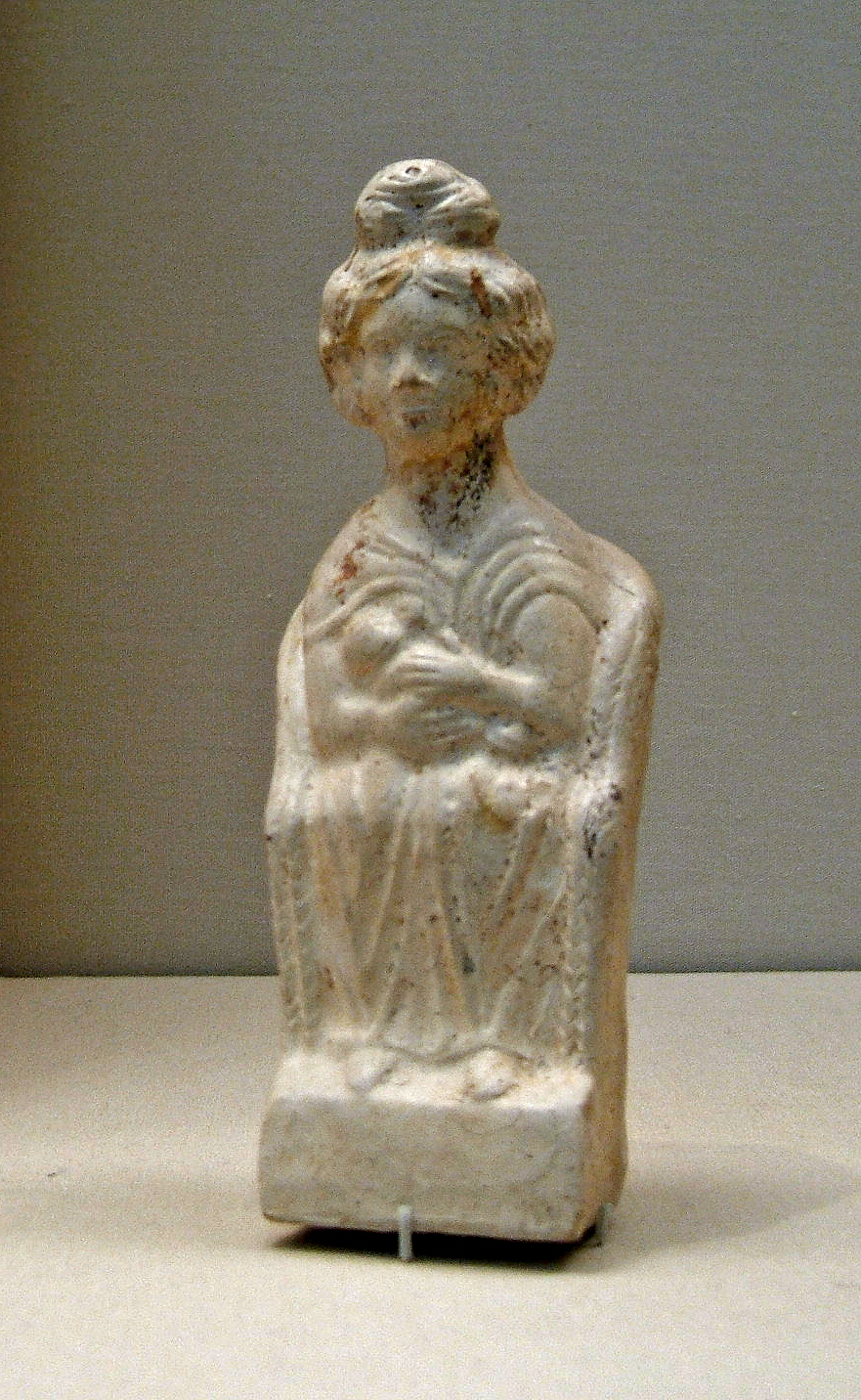
Галльська глиняна фігурка богині-матері, Англія, II століття нашої ери

Кожен регіон Імперії виробляв теракоту в особливих місцевих стилях, але всі вони мали досить схожий діапазон сюжетів, перш за все стандартні релігійні теми богів, богинь та їхніх атрибутів; зображення птахів і тварин часто можуть бути пов'язані з конкретними божествами, хоча деякі фігури тварин цілком могли бути зроблені без будь-яких релігійних або ритуальних цілей. Релігійні сюжети часто включають місцеві традиції та культи: наприклад, романо-єгипетський репертуар теракот включає єгипетські божества, такі як Гарпократ, греко-римську форму Гора, тоді як кельтські боги з'являються серед тих, що виготовляються в промисловості Центральної Галлії, зосереджені на в долині Альє та промисловості Рейнської області в Кельні.
Кельтська богиня-матері, яка годує одного, а іноді двох немовлят, є одним із найпопулярніших типів Центральної Галлії, хоча Венера в Галії також була дуже часто представлена. Фігурки богині-матері зображені на стільцях-кошиках з високими спинками, які, здається, були типовими для Галлії та Британії. Статуетки з джерел долини Альє та Кельна іноді мають підписи модельєрів та/або майстрів форм. Як і у випадку галльської самійської індустрії, імена виробників, стилі й теми ілюструють злиття місцевих та середземноморських традицій.

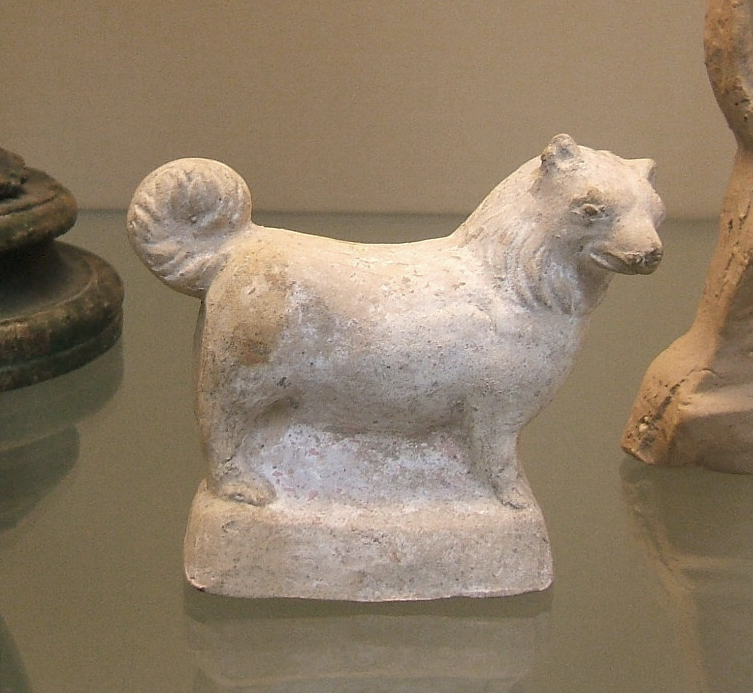
Теракотова фігурка маленької пухнастої собачки, виготовлена в Італії в І столітті до нашої ери – І н.е.
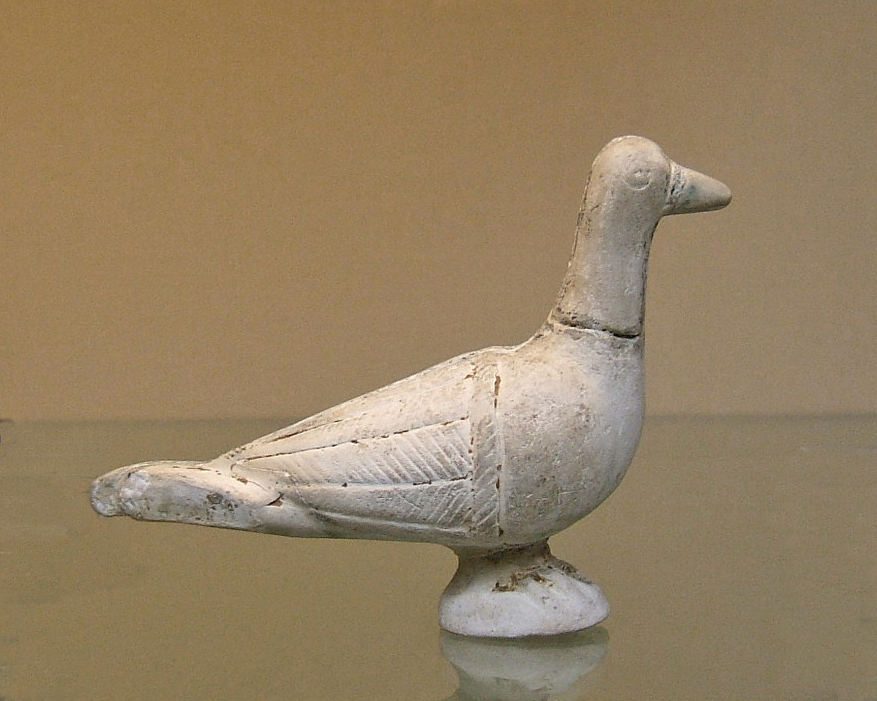
Формований павич з глини, виготовлений у Центральній Галлії, II століття нашої ери
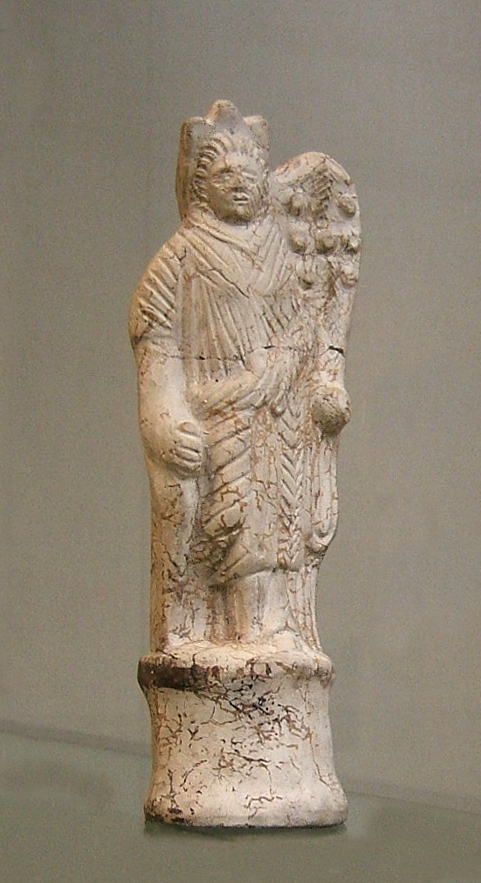
Східногалльська глиняна фігурка богині Фортуни, виготовлена в Кельні. II століття нашої ери.
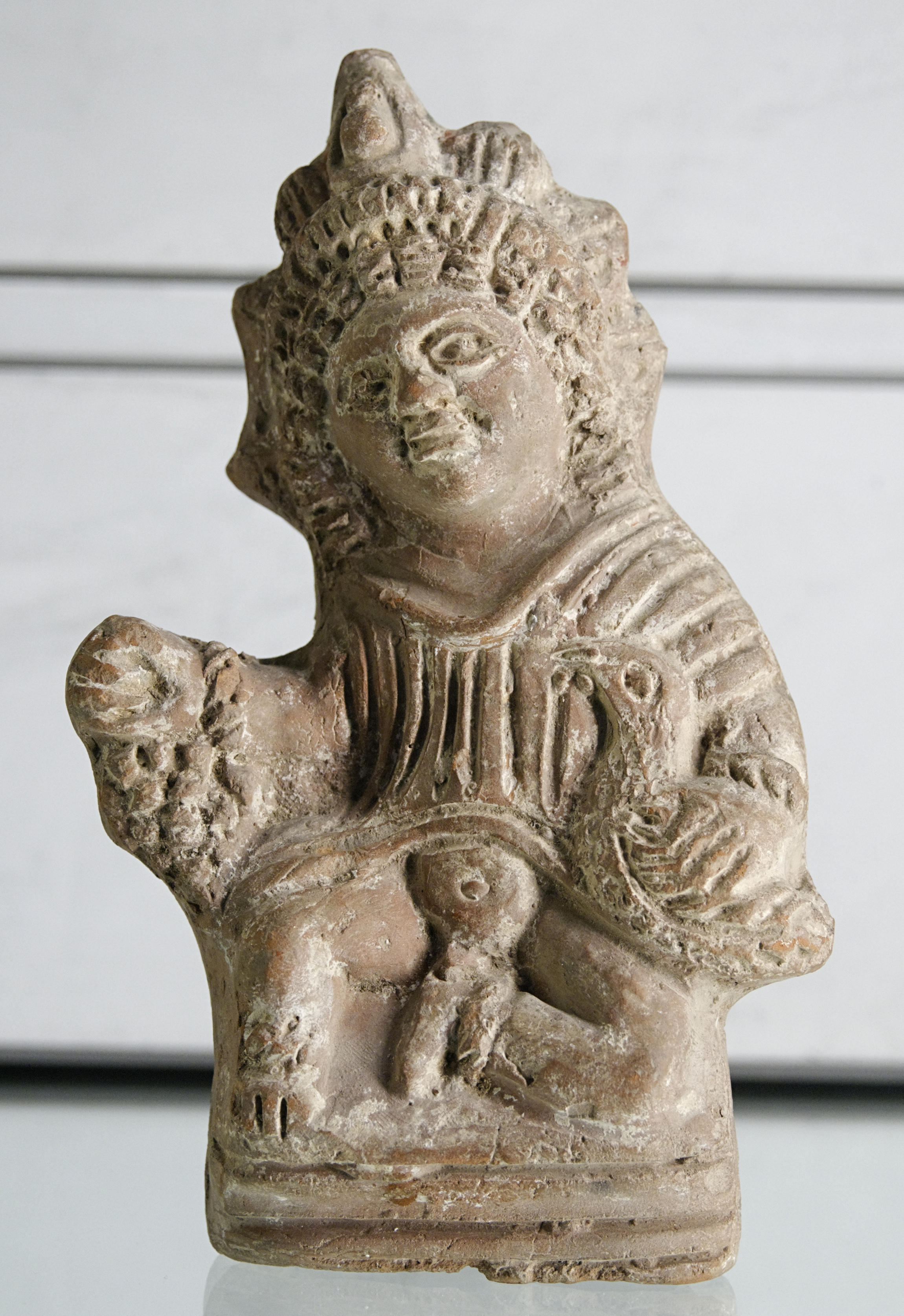
Гарпократ з півником і гроною винограду

### Цегла, плитка та інша архітектурна кераміка

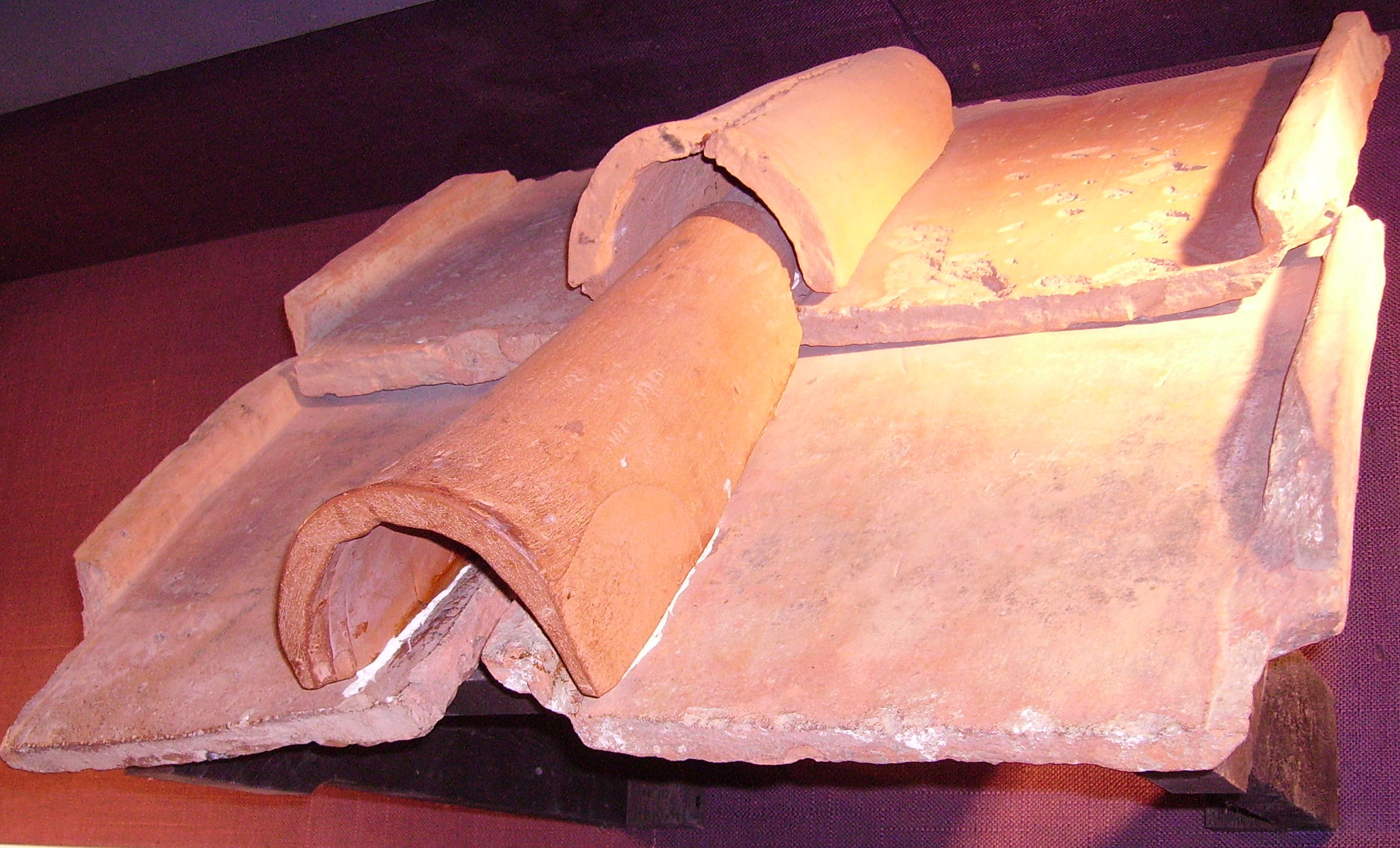
Покрівельна черепиця Tegula і imbrex з римського палацу Fishbourne

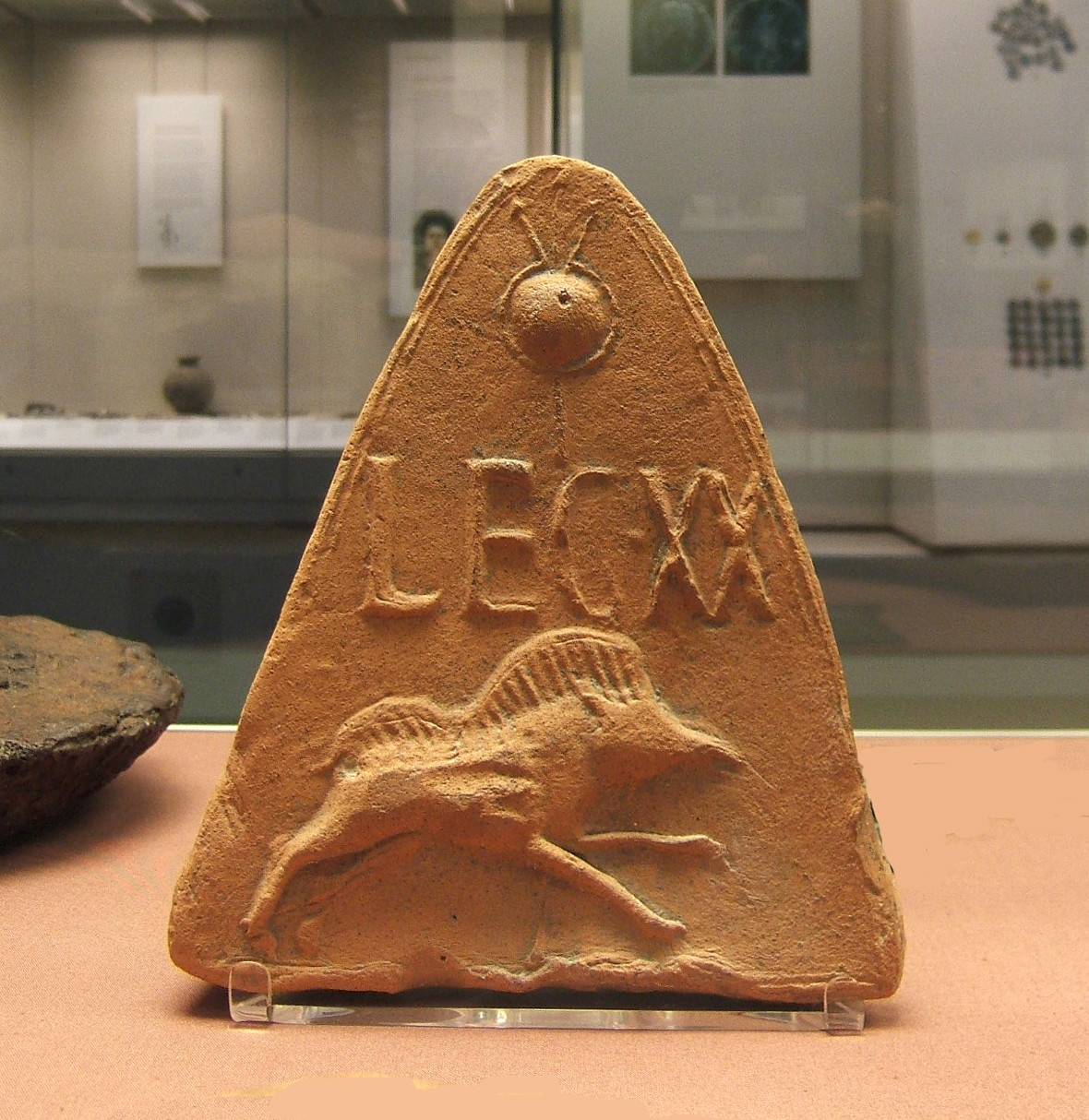
Плитка -антефікс двадцятого легіону із символом легіону, диким кабаном

Велике значення в римській архітектурі мали два виготовлені матеріали: бетон і обпалена глина у вигляді будівельної цегли і плитки і в меншій мірі в архітектурному оздобленні. Ці матеріали використовувалися в будівлях по всій Римській імперії, і в багатьох областях вони знову вийшли з ужитку після римського періоду, лише щоб бути знову відкриті століттями пізніше. Як і інші римські керамічні предмети масового виробництва, цегла та плитка часто маркувалися написами, які вказували на їхнього виробника, або організацію чи владу, військову чи цивільну, для якої вони були виготовлені.
Римську цеглу, що використовується для будівництва стін, часто називають «плиткою», тому що це досить тонкі плоскі квадрати, виготовлені стандартних розмірів, часто пов'язаних з римським стопом (прибл. 11 дюймів or 280 міліметрів), приблизно від 20 см до 58 см квадратних і приблизно 5–7 см товщиною. Навіть кам'яні стіни часто включали горизонтальні плитки. Цегляні стіни оброблялися різними видами облицювання, штукатурки або шпаклівки як на зовнішніх, так і на внутрішніх поверхнях, щоб не було видно саму цеглу.
Однак черепиця, яка використовується для покрівлі, мала бути видимою. Черепиця була характерної форми, tegula (мн. tegulae), яка являла собою велику тонку плитку, майже квадратну, з перевернутими фланцями на довших сторонах, і imbrex (мн. imbrices), злегка звуженої напівциліндричної форми. Імбриси, з'єднані між собою через свою звужену форму, були покладені на піднятих фланцях тегул, і разом утворювали характерний коньковий черепичний дах, який досі можна побачити в Італії та південній Франції. Ухил такого даху повинен бути досить низьким, не більше 30 градусів. Покрівля закінчувалась серією однотонних коньків, а на фронтоні часто — декоративними окантовками, які також могли бути теракотовими.
У деяких будівлях також були присутні антефікси, вертикальні орнаменти трикутної або округлої форми, які розміщувалися по краю даху. Вони також часто виготовлялися з теракоти і могли бути прикрашені мальовничими мотивами, призначеними для відвернення нещастя, або написами: на військових плитах, прикріплених до легіонерських фортів, був нанесений номер і символ відповідного легіону.

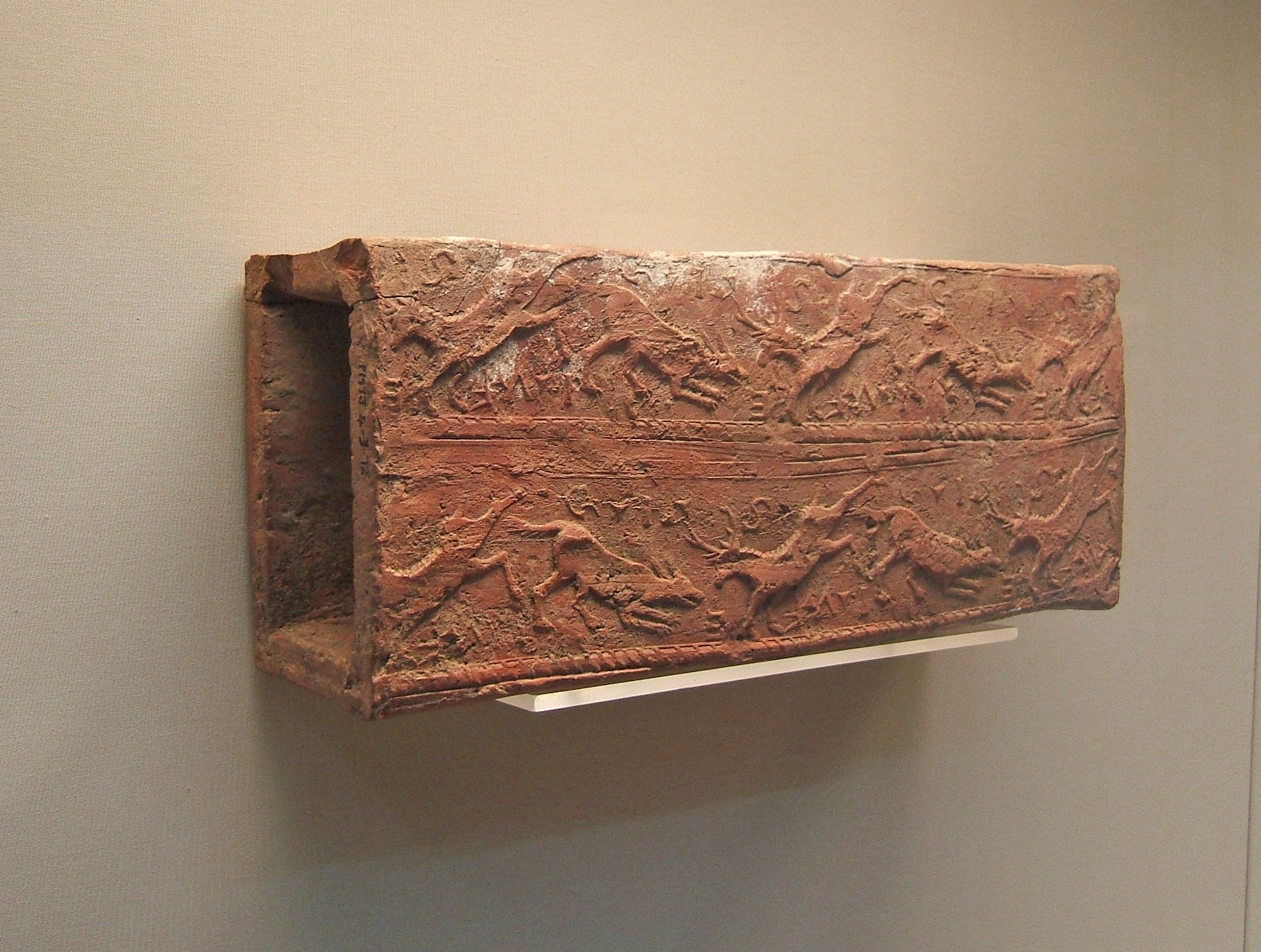
Димохідна плитка з оздобленням поверхні, яку можна було б приховати під час використання

У римських системах опалення гіпокаусту широко використовувалися елементи з обпаленої глини: простір під підлогою кімнати, яка обігрівалася, підтримувалося на міцних стовпах (pilae), зазвичай зроблених з невеликих квадратних цеглин, скріплених разом, так що тепло від сусідньої печі могло вільно циркулювати. У громадських і приватних лазнях (необхідних для римського побуту) тепло також переносилося через стіни в димохідних трубах, виготовлених із з'єднаних коробчатих плиток. Хоча вони були прикриті стіновими облицюваннями як всередині, так і зовні, димохідні плитки іноді виготовлялися з досить складним геометричним і навіть фігурним декором. З обпаленої глини також часто виготовляли труби для водопостачання та водовідведення.
Керамічна плитка зазвичай не використовувалася для підлоги в римських будівлях, хоча opus signinum, улюблений матеріал для підлоги, складався з бетону та подрібненої плитки, а ретельно вирізані маленькі квадрати з плитки часто використовувалися в мозаїчних підлогах,притому для рівних бардюрів використовували tesserae площею приблизно 2-3 см, а для  живописної мозаїки з різнокольоровими геометричними чи фігурними орнаментами - більш дрібні квадрати приблизно 1 см, коли вимагався червоний колір.
Край даху може бути прикрашений бляшками, які називаються антефіксами, як згадувалося вище, а деякі рельєфні глиняні панелі «облицювання» з фігурними сценами для встановлення на стінах імітують мармурові фризи величних храмів. Їх досі часто називають «рельєфами Кампани» на честь Джамп'єтро Кампани, італійського вченого та колекціонера XIX століття, який вперше їх досліджував. Вони були розроблені приблизно з 50 р. до н. е. і майже повністю використовувалися в Італії між Тосканою та Кампанією — районами, які колись входили в сферу етруської культури, продовженням якої вони, скоріше за все, є. Спочатку вони використовувалися на невеликих храмах, а пізніше  були знайдені на широкому спектрі громадських і приватних будівель. Зазвичай від 22 до 50 см у висоту і від 27 до 48 см шириною, бляшки, можливо, зазвичай розміщувалися смугами або фризами. Сюжети зазвичай бралися з міфології. Вони припинили зустрічатися після середини II ст.; їм довелося конкурувати як з фігурною ліпниною, так і з настінним розписом.
В археології цегла та плитка, особливо якщо вони зустрічаються лише у фрагментарній формі, часто класифікуються під загальним терміном керамічний будівельний матеріал або CBM.

## Галерея

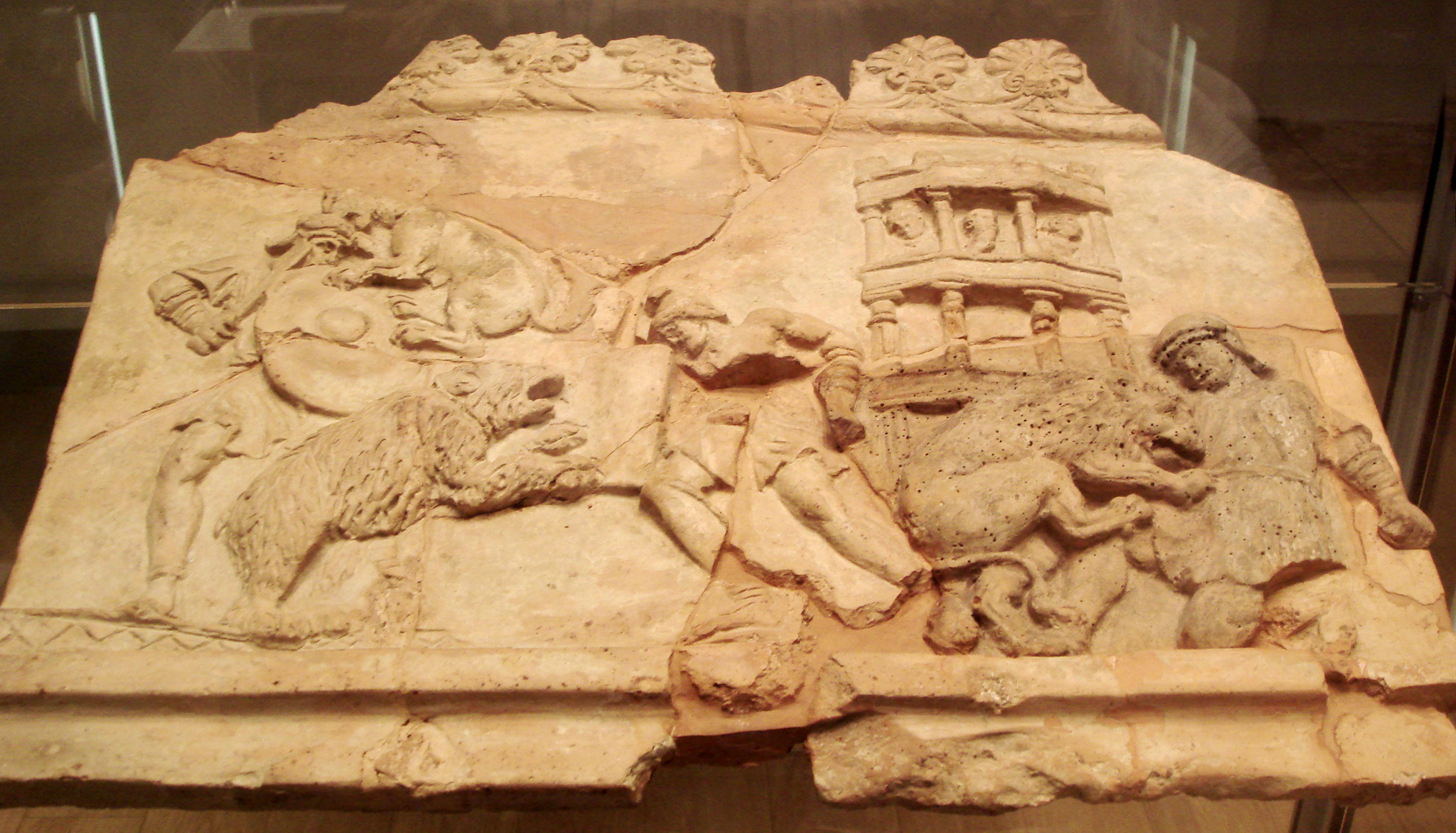
Облицювання I століття нашої ери, ймовірно, з фриза, з венатио на арені
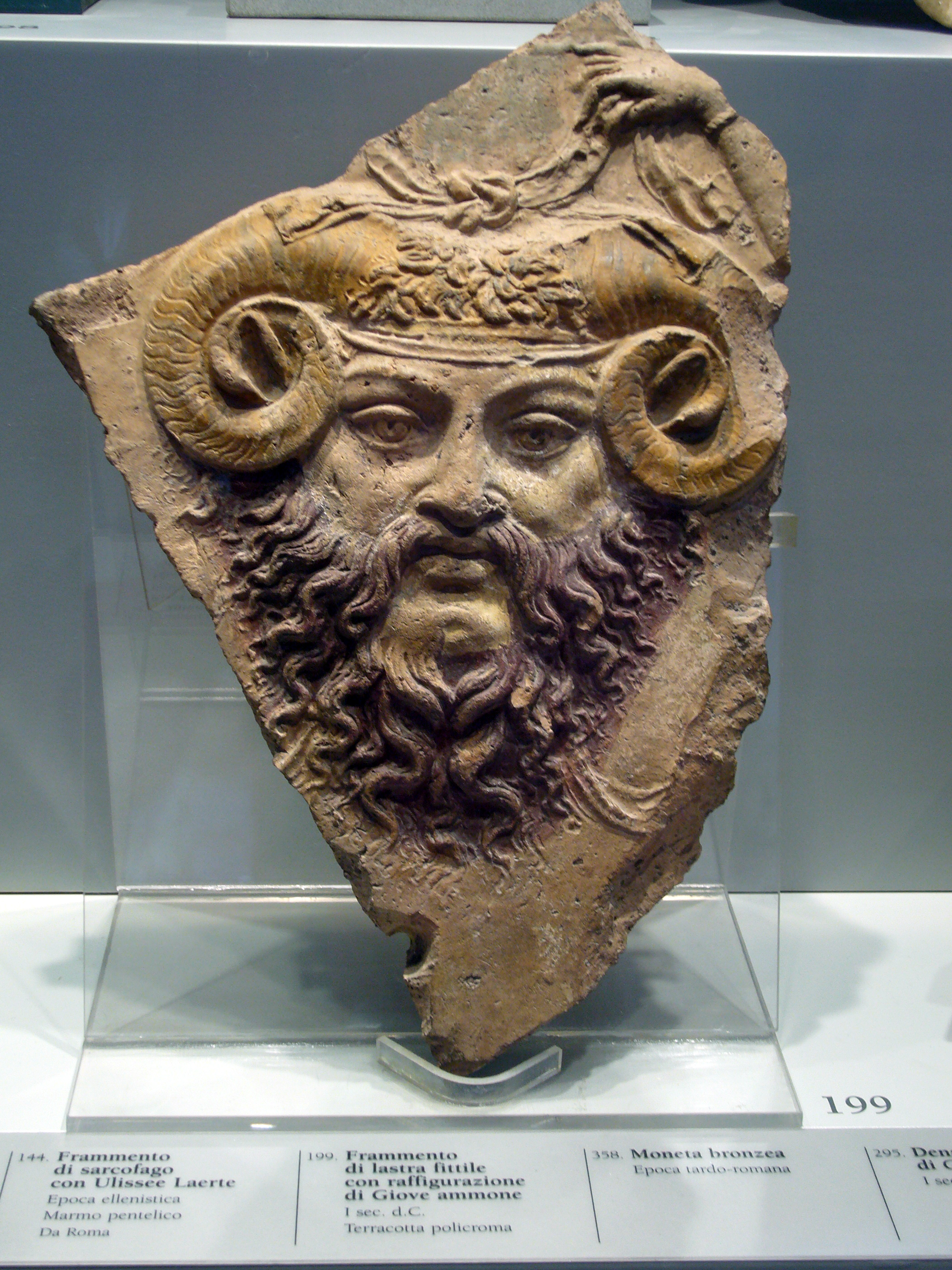
Фрагмент I століття нашої ери з головою Юпітера Амона, надзвичайно високої якості, що відображає елліністичний стиль
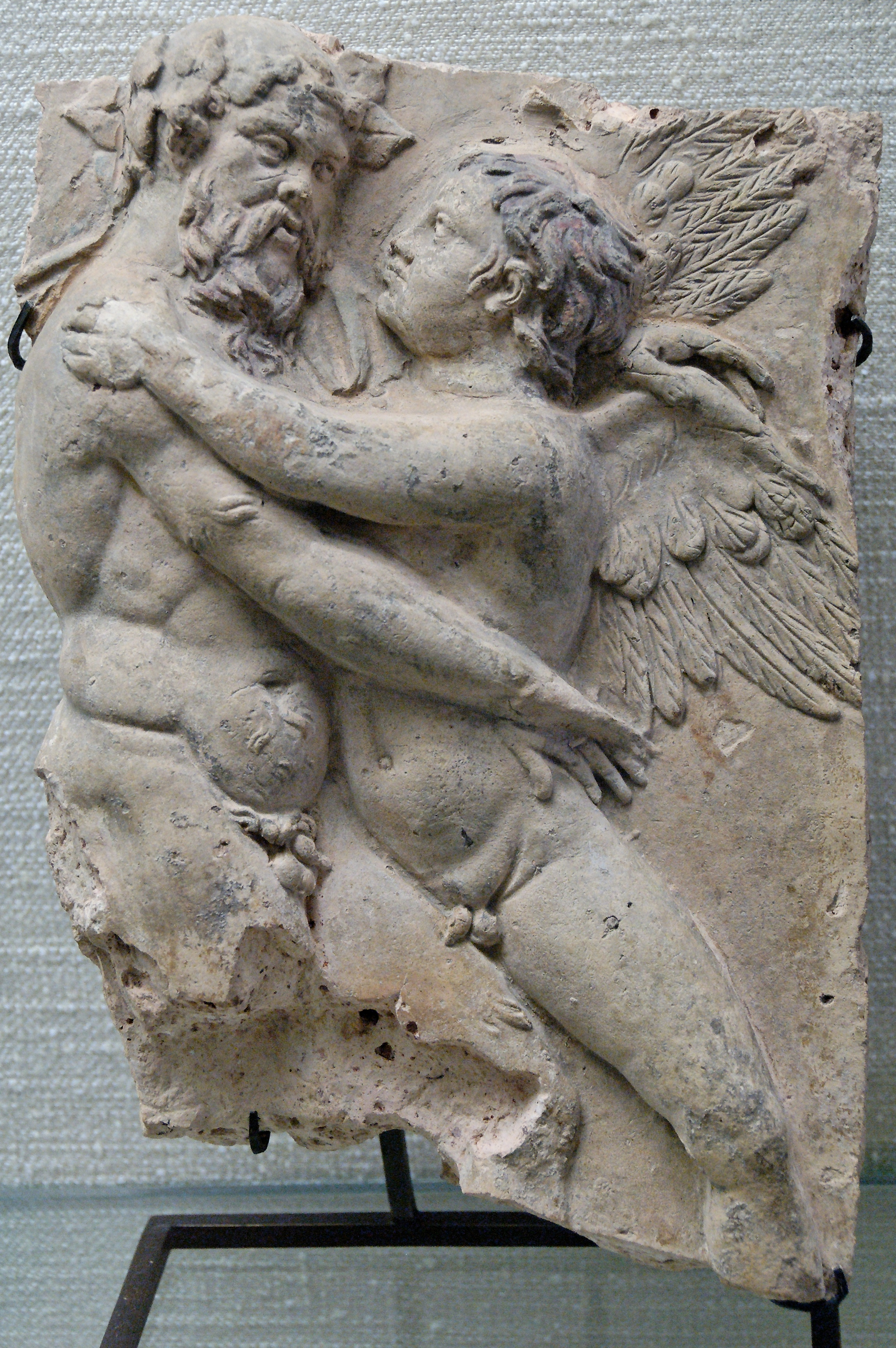
Сілен і Ерос, фрагмент теракотового рельєфу, знайденого в Італії, початок I століття нашої ери
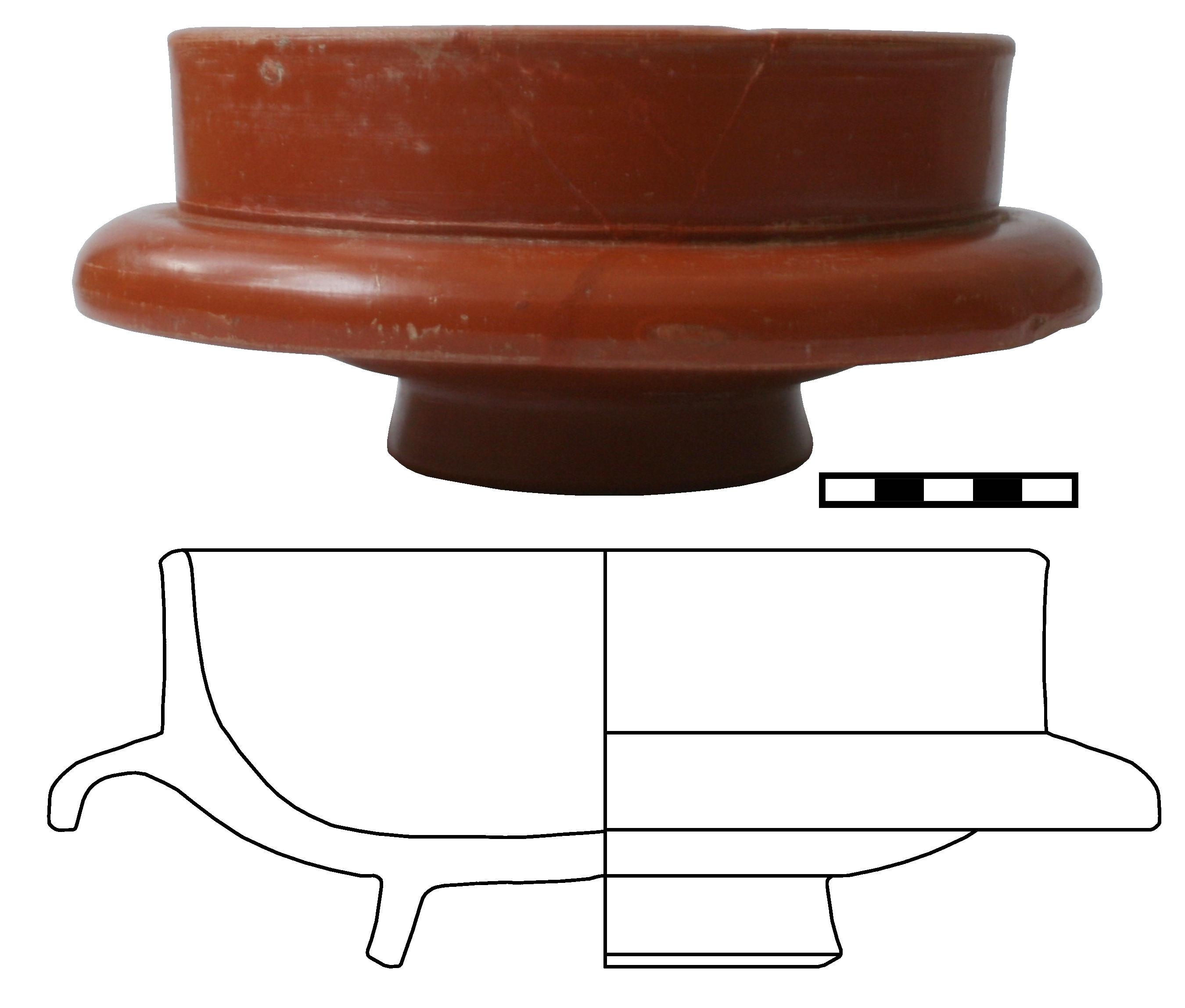
Приклад і схема terra sigillata
- Файл:Форма ("Dragendorff 38")